# Sisteron
Cet article possède des paronymes, voir Albertet de Sisteron et Raymond Sisteron.
Sisteron, en provençal Sisteroun selon la norme mistralienne et Sisteron selon la norme classique, est une commune française, située dans le département des Alpes-de-Haute-Provence en région Provence-Alpes-Côte d'Azur.
Capitale des Sogiontiques (Sogiontii), l’antique Segustero est, à partir de l’époque romaine et de la construction du pont sur la Durance, un point de passage stratégique. Un pont pouvait d'ailleurs exister dès l'époque gauloise à cet endroit où la voie héracléenne rejoint le territoire des Voconces. Ce pont majeur pour toute la région lui vaut un rayonnement millénaire.
Ce rôle conduit à des fortifications très anciennes et un évêché local dès le VIe siècle. Du point de vue administratif, la communauté se voit attribuer une charte consulaire au XIIe siècle, transformée plus tard en viguerie et district après la Révolution et fut souvent une frontière. Preuve encore, les frères pontifes d'Hospitaliers, demandent et obtiennent leur rattachement aux Templiers.
Avec la multiplication très récente des franchissements de la Durance, elle perd de son importance, et elle ne retrouve jamais son évêché après la Révolution. C’est actuellement une petite ville industrielle et touristique (usine pétrochimique et industries gravitant autour des abattoirs).

## Géographie

### Localisation

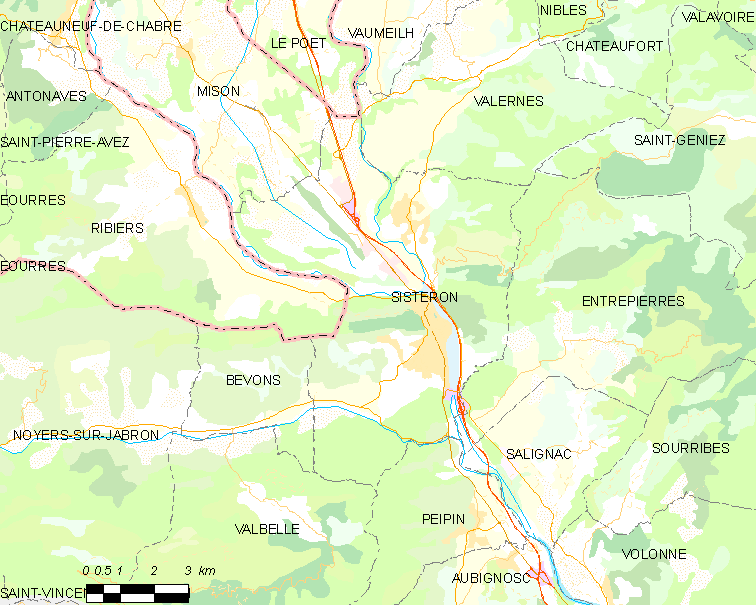
Sisteron et les communes voisines (Cliquer sur la carte pour accéder à une grande carte avec la légende).

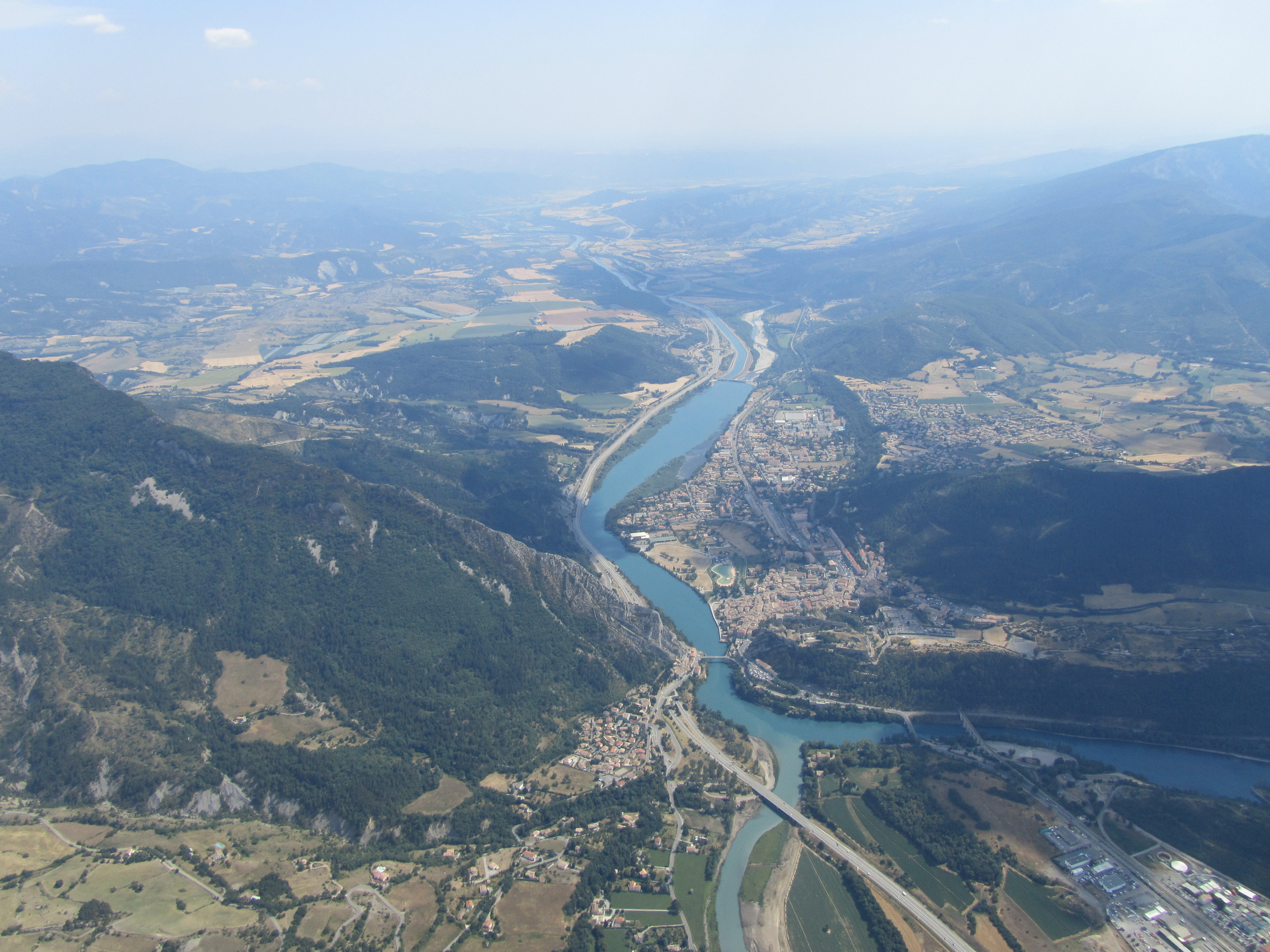
Vue aérienne de Sisteron.

Sisteron se situe à 485 m d'altitude, sur les rives de la Durance, à 133 km de Marseille, à 145 km de Grenoble et à 180 km de Nice.
La ville occupe une position privilégiée, proche du confluent du Buëch et de la Durance, à l’endroit où cette dernière franchit la cluse de la Baume, sur un site facile à fortifier. Le site de Sisteron est un site-pont, le seul où un pont subsista de façon durable sur la Durance, de l’Antiquité au XIXe siècle.
Surnommée « la Porte de la Provence », elle confine au Dauphiné. Elle possède de nombreux monuments dont sa citadelle, face au rocher de la Baume dont les strates sont presque verticales, une cathédrale du XIIe siècle, Notre-Dame des Pommiers, cinq tours, plusieurs chapelles et les vestiges d'anciens couvents. C'est une ville qui accueille de nombreux touristes attirés par son climat méditerranéen, avec une moyenne annuelle de 300 jours de soleil, son patrimoine riche et varié, son plan d'eau ou son aérodrome.
| Mison                                            | Le Poët (Hautes-Alpes) | Valernes     |
| Val Buëch-Méouge (Ribiers, Hautes-Alpes), Bevons | Sisteron               | Entrepierres |
| Valbelle                                         | Peipin                 |              |

### Géologie

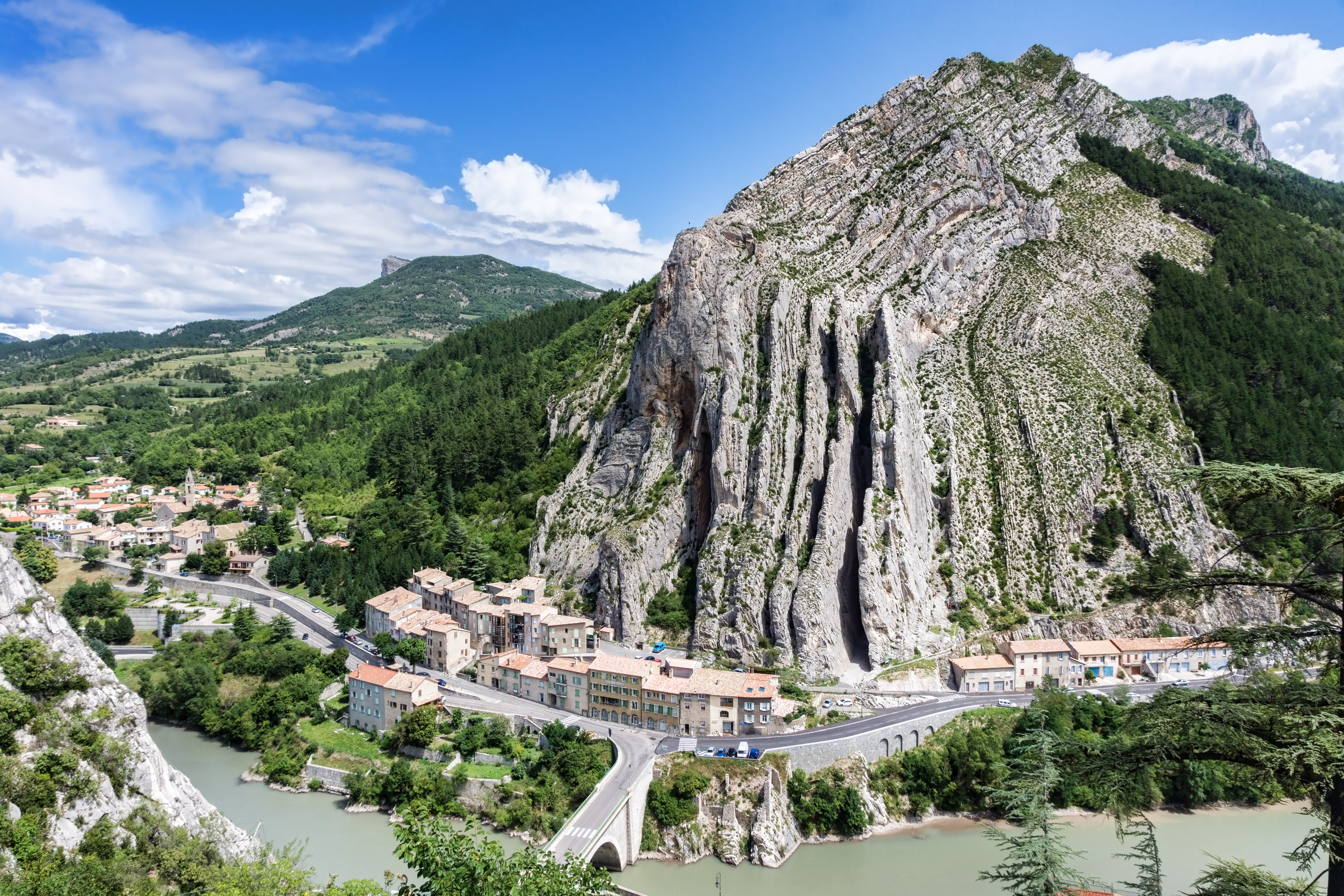
Le rocher de la Baume.

Lors des deux dernières grandes glaciations, la glaciation de Riss et la glaciation de Würm, le glacier de la Durance s’avance jusqu’à Sisteron. Le glacier rissien franchit la cluse et ses eaux de fonte donnent naissance à la Durance entre le Montgervis et la montagne de Briasc. La vallée du Buëch est également en glace jusqu’à Montrond. Le glacier de Würm est moins important et s’arrête approximativement au niveau du Plan de la Baume sans remonter dans la vallée du Buëch.

### Environnement
La commune compte 1 573 ha de bois et forêts.

### Climat
Pour des articles plus généraux, voir Climat de Provence-Alpes-Côte d'Azur et Climat des Alpes-de-Haute-Provence.
En 2010, le climat de la commune est de type climat méditerranéen altéré, selon une étude du Centre national de la recherche scientifique s'appuyant sur une série de données couvrant la période 1971-2000. En 2020, Météo-France publie une typologie des climats de la France métropolitaine dans laquelle la commune est exposée à un climat de montagne ou de marges de montagne et est dans la région climatique Alpes du sud, caractérisée par une pluviométrie annuelle de 850 à 1 000 mm, minimale en été.
Pour la période 1971-2000, la température annuelle moyenne est de 12,1 °C, avec une amplitude thermique annuelle de 17,9 °C. Le cumul annuel moyen de précipitations est de 852 mm, avec 6,4 jours de précipitations en janvier et 4,5 jours en juillet. Pour la période 1991-2020, la température moyenne annuelle observée sur la station météorologique installée sur la commune est de 12,1 °C et le cumul annuel moyen de précipitations est de 835,0 mm. 
La température maximale relevée sur cette station est de 41 °C, atteinte le 28 juin 2019 ; la température minimale est de −18 °C, atteinte le 12 janvier 2010,,.
| Mois                                  | jan.          | fév.           | mars           | avril         | mai           | juin         | jui.          | août          | sep.          | oct.          | nov.           | déc.           | année    |
| ------------------------------------- | ------------- | -------------- | -------------- | ------------- | ------------- | ------------ | ------------- | ------------- | ------------- | ------------- | -------------- | -------------- | -------- |
| Température minimale moyenne (°C)     | −3,3          | −2,6           | 0,7            | 4,1           | 7,9           | 11,6         | 13,5          | 13            | 9,7           | 6,1           | 1,2            | −2,6           | 4,9      |
| Température moyenne (°C)              | 2,5           | 4,1            | 7,9            | 11,4          | 15,3          | 19,8         | 22,1          | 21,7          | 17,4          | 12,8          | 6,9            | 2,9            | 12,1     |
| Température maximale moyenne (°C)     | 8,4           | 10,8           | 15,1           | 18,7          | 22,7          | 27,9         | 30,8          | 30,3          | 25,1          | 19,6          | 12,7           | 8,3            | 19,2     |
| Record de froid (°C) date du record   | −18 12.01.10  | −16,6 01.02.10 | −12,8 02.03.05 | −5,2 08.04.21 | −1 17.05.12   | 1,9 03.06.06 | 5,7 17.07.00  | 4,7 31.08.10  | 0,2 29.09.07  | −4,7 30.10.12 | −11,4 18.11.07 | −16,1 18.12.10 | −18 2010 |
| Record de chaleur (°C) date du record | 21,2 10.01.15 | 24,6 24.02.20  | 27,1 31.03.12  | 29,7 09.04.11 | 33,6 22.05.22 | 41 28.06.19  | 38,3 15.07.22 | 40,7 22.08.23 | 34,4 04.09.23 | 29,9 12.10.11 | 23,7 14.11.23  | 17,4 30.12.21  | 41 2019  |
| Précipitations (mm)                   | 57,3          | 49,5           | 57,8           | 70,6          | 71            | 52,8         | 36,1          | 48            | 73,8          | 115,4         | 123,1          | 79,6           | 835      |

| Diagramme climatique                                  |              |             |             |           |              |              |          |             |              |              |             |
| J                                                     | F            | M           | A           | M         | J            | J            | A        | S           | O            | N            | D           |
| 8,4−3,357,3                                           | 10,8−2,649,5 | 15,10,757,8 | 18,74,170,6 | 22,77,971 | 27,911,652,8 | 30,813,536,1 | 30,31348 | 25,19,773,8 | 19,66,1115,4 | 12,71,2123,1 | 8,3−2,679,6 |
| Moyennes : • Temp. maxi et mini °C • Précipitation mm |              |             |             |           |              |              |          |             |              |              |             |

Les paramètres climatiques de la commune ont été estimés pour le milieu du siècle (2041-2070) selon différents scénarios d'émission de gaz à effet de serre à partir des nouvelles projections climatiques de référence DRIAS-2020. Ils sont consultables sur un site dédié publié par Météo-France en novembre 2022.

## Urbanisme

### Typologie
Au 1er janvier 2024, Sisteron est catégorisée petite ville, selon la nouvelle grille communale de densité à 7 niveaux définie par l'Insee en 2022.
Elle appartient à l'unité urbaine de Sisteron, une unité urbaine monocommunale constituant une ville isolée,. Par ailleurs la commune fait partie de l'aire d'attraction de Sisteron, dont elle est la commune-centre,. Cette aire, qui regroupe 21 communes, est catégorisée dans les aires de moins de 50 000 habitants,.

### Transports
La commune est dotée d'une gare ferroviaire desservie par les TER de la relation Marseille-Briançon, ainsi que d'une gare routière.
Traversée par la départementale 4085 (route Napoléon), Sisteron est aussi desservie par l'A51 (tronçon Marseille-La Saulce), avec deux gares de péage (Sisteron-Nord et Sisteron-Sud).
Un tunnel, ouvert à la circulation en 1957, a été percé sous la butte portant la citadelle. Tout en facilitant la traversée de cette ville de passage, il a permis de préserver tout son cachet ancien.

### Risques naturels et technologiques
Aucune des 200 communes du département n'est en zone de risque sismique nul. Le canton de Sisteron est en zone 1b (sismicité faible) selon la classification déterministe de 1991, basée sur les séismes historiques, et en zone 4 (risque moyen) selon la classification probabiliste EC8 de 2011. La commune de Sisteron est également exposée à trois autres risques naturels :
- feu de forêt ;
- inondation (dans les vallées de la Durance et du Buëch) ;
- mouvement de terrain : quelques versants de la commune sont concernés par un aléa moyen à fort[13].

La commune de Sisteron est de plus exposée à plusieurs risques d'origine technologique :
- celui de transport de matières dangereuses, par rail, route et canalisations[14], essentiellement pour alimenter en matières premières les usines Seveso seuil haut appartenant aux sociétés Arkema à Saint-Auban et Sanofi à Sisteron[15] :
  - en ce qui concerne la voie ferrée, c'est la ligne de Lyon à Marseille (via Grenoble) qui traverse la commune ;
  - l'autoroute A51 et les routes départementales 4085 (ancienne route nationale 85) et 4075 peuvent être empruntées par les transports routiers de marchandises dangereuses[16] ;
  - enfin, deux canalisations transportent des produits dangereux dans la commune[17],[18] :
    - le gazoduc qui alimente le département en gaz naturel traverse la commune du nord au sud ;
    - la canalisation Transalpes sert au transport de l'éthylène venant de Fos-Lavéra ;
- le deuxième risque majeur d'origine technologique est le risque industriel, lié à la présence de deux usines classées Seveso[19]:
  - l'usine Sanofi au nord de la ville, classée Seveso seuil haut (le plus grand danger). Le plan particulier d'intervention de l'usine Sanofi englobe toute la commune ;
- enfin, le dernier risque technologique est le risque de rupture de barrage[20]. En cas de rupture du barrage de Serre-Ponçon, toute la vallée de la Durance serait menacée par l'onde de submersion. À Sisteron, qui fait partie de la zone d'inondation spécifique (supérieure à la crue maximale de la Durance)[21], elle aurait encore assez de puissance pour remonter dans celle du Buëch sur 12 km[22]. Le centre de Sisteron, situé à 60 km du barrage, serait atteint en deux heures et dix-sept minutes, mais l'eau continuerait de monter pendant deux heures et dix minutes après l'arrivée de l'onde de submersion. Retenue par la cluse de Sisteron, la Durance monterait au maximum 53 m au-dessus de son cours normal (soit une altitude de 513 m NGF). Au nord de la cluse, les quartiers de La Baume, des Coudoulets, Plan de la Baume, et les zones industrielles seraient recouverts de plusieurs dizaines de mètres d'eau. Au sud de la Baume, les hauteurs d'eau seraient moindres, atteignant les 486 m, soit plus de 20 m au-dessus du cours normal. Cela suffirait à toucher le lycée, la gare, et à recouvrir l'autoroute[23].

Le plan de prévention des risques naturels prévisibles (PPR) de la commune a été prescrit en 2003 pour les risques d'inondation, de mouvement de terrain et de séisme mais le Dicrim n'existe pas.
La commune a été l'objet de plusieurs arrêtés de catastrophe naturelle : en 1985 et 1994 pour des glissements de terrain, pour des inondations et des coulées de boue en 1993, 1994, 2008 et 2019, pour des sécheresses ayant entraîné des mouvements de terrain en 1989, 1999, 2005 et 2019. Dans la liste qui suit, figurent les tremblements de terre fortement ressentis dans la commune. Ils dépassent une intensité macro-sismique ressentie de V sur l'échelle MSK (dormeurs réveillés, chutes d'objets). Les intensités indiquées sont celles ressenties dans la commune, l'intensité peut être plus forte à l'épicentre :
- le séisme du 31 décembre 1802, d'une intensité ressentie à Sisteron de V et demi et dont l'épicentre était situé à Sisteron même[26],
- le séisme du 19 mai 1866, d'une intensité ressentie à Sisteron de VI et dont l'épicentre était situé à La Motte-du-Caire[27],
- le séisme du 23 février 1887, avec une intensité ressentie de V et Bussana Vecchia pour épicentre[28],
- le séisme du 13 mars 1933, avec une intensité ressentie de V et un épicentre situé à Sisteron[29].

## Toponymie
Dans l’Antiquité, le nom de la ville est attesté sous la forme Segusterone au IVe siècle ou Segusteronem ; puis civitas Segesteriorum, ensuite Segisterico en 739 ; on trouve encore la forme in comitatu… Sistericense au début du VIIIe siècle. En provençal (occitan) on écrit Sisteroun et prononce [sisteˈɾuⁿ].
Charles Rostaing considère que le toponyme est construit sur la racine *seg, désignant une colline. Dans l'ouvrage où il collabore avec Albert Dauzat, il écrit cependant « du gaulois et pré-gaulois seg « hauteur », et d'un triple suffixe -est-er-one ». Pour Ernest Nègre, il est peut-être basé sur le gaulois Sego- « fort », suivi de -ster-, élément permettant à former des comparatifs, ce qui lui donne le sens de « plus fort ». Xavier Delamarre compare avec les nombreux toponymes en Sego- (Sigonce, Suin, etc.) ayant pour base le substantif gaulois sego- « victoire, force » (cf. vieil irlandais seg « force, vigueur »). Sisteron remonterait plus exactement à un type Segu-sterone. Le nom de la ville est en accord avec la topographie et l'histoire, puisqu'à Sisteron siège une citadelle.
La commune a longtemps été surnommée Rouocha Enchabanaïa « roche embrumée ».

## Histoire

### Antiquité
Sur tout le territoire de la commune ont été faites de nombreuses découvertes archéologiques datant de la Préhistoire et de l’Antiquité.
La ville, appartenant probablement au peuple gaulois des Sogiontiques (Sogiontii), cliente des Voconces, tire depuis toujours son importance de la traversée de la Durance : les Romains font passer la voie domitienne (Via Domitia) qui relie l'Italie à l'Espagne par le col du Montgenèvre à Sisteron. Cette étape (mansio à cette époque) est noté sur les gobelets de Vicarello Segusteronem (sur le premier).
La ville est élevée au rang de civitas de la province des Alpes-Maritimes entre le IIe siècle et la fin du IVe siècle, et devient siège du diocèse de Sisteron au Ve siècle (le premier évêque connu apparaît en 449).

### Moyen Âge
Alors que le sud-est de la Gaule est une terre burgonde, le roi des Ostrogoths Théodoric le Grand fait la conquête de la région entre la Durance, le Rhône et l’Isère en 510. La commune dépend donc brièvement à nouveau de l’Italie, jusqu’en 526. En effet, pour se réconcilier avec le roi burgonde Gondemar III, la régente ostrogothe Amalasonthe lui rend ce territoire.
Dès le XIe siècle, la ville est une place forte des comtes de Forcalquier. Devenue propriété des comtes de Provence, elle marque pour ces derniers la frontière du nord.
Une charte communale consulaire, attribuée précédemment à une date inconnue à la communauté, est confirmée par les comtes en 1212. Celle-ci préserve de la domination seigneuriale, comporte des allègements fiscaux et établit un lien direct avec le comte en échange de fidélité et de missions particulières.
En 1219 a lieu le mariage de Raymond-Bérenger IV, comte de Provence sorti depuis trois ans de la semi-captivité où le tenait la maison d'Aragon. Il épouse Béatrice de Savoie, qui a alors 20 ans. À noter que le numéro de ce Raimond-Bérenger est en débat : III, IV ou V ?
Toujours au XIIe siècle, c'est à Sisteron, au couvent des cordeliers, que Raimond-Bérenger V, comte de Provence, signe le testament par lequel il attribue le comté de Provence à l'une de ses quatre filles, Béatrice, future femme de Charles d'Anjou, frère de Saint Louis. De là datent les droits des rois de France sur la Provence. À la mort, en 1245, de Raymond-Bérenger V de Provence, les comtés de Provence et de Forcalquier passent à sa fille Béatrix qui les transmet par la suite à son fils qui fonde la première maison capétienne d'Anjou. Cette dynastie accumula rapidement les titres royaux (Naples-Sicile, Jérusalem, Chypre, Acre, Thessalonique, Hongrie, Bosnie).
Elle reste cependant un lieu de passage important sur la Durance : c’est ainsi à Sisteron que l’on signale les premiers Roms en France, en 1425.[réf. nécessaire]. La ville est le siège d'une baillie (sénéchaussée) dès le XIVe siècle, érigée en viguerie précocement en 1480.
Léguée à Louis XI, la Provence rejoint le royaume de France.

### Temps modernes

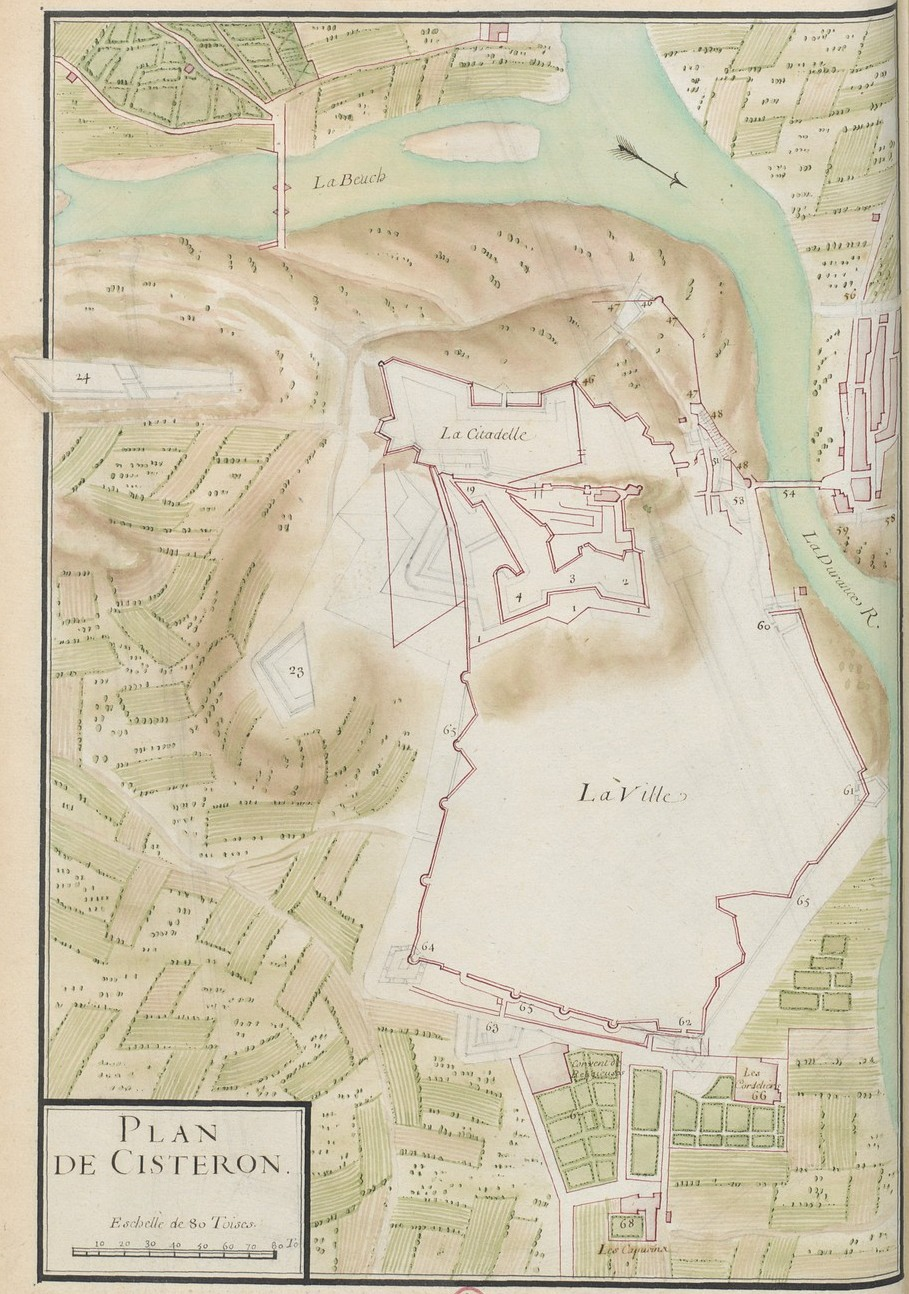
Plan général de la citadelle et de la ville de Sisteron en 1693.

De 1562 à 1594 les guerres de Religion voient les protestants et les catholiques se disputer la ville et sa forteresse qui contrôlent le seul pont sur la Durance. En février 1562, la moitié des protestants de Forcalquier se réfugie à Sisteron. Après les premiers incidents qui voient les protestants saccager la cathédrale, briser son clocher et ses orgues, ainsi que les couvents des cordeliers et des dominicains, la ville est assiégée par les catholiques de Sommerive, lieutenant général du roi, en juin 1562. Elle est défendue par son père le comte de Tende, Paulon de Mauvans, Furmeyer et 5 000 hommes. Les chefs protestants s’enfuient de nuit, et la ville est prise le 6 septembre : la garnison est massacrée et les protestants expulsés : ils se réfugient à Lyon. Après l’édit de pacification d’Amboise (mars 1563), ils sont reconduits sous escorte armée par le comte de Tende, gouverneur de Provence, et Paulon de Mauvans, capitaine protestant.
En 1567, la ville est à nouveau assiégée et prise, par les protestants. Les catholiques Carcès et Sommerive échouent à la reprendre, mais les protestants leur restituent cependant. De la même façon, au printemps 1585, les ligueurs tentent un coup de main contre la ville, sans succès.
C'est alors que Jehan Sarrazin est chargé de renforcer la place, et construit la citadelle actuelle de 1589 à 1612.
L’épidémie de peste de 1628-1630 touche Sisteron, apportée soit par un muletier transportant du chanvre, soit par le régiment de Picardie. La fosse contenant des corps passés à la chaux découverte en 1938 au pont du Gournias doit dater de cette épidémie.
Sur l'ordre de Richelieu, le prince Jean Casimir de Pologne est accusé de complot contre la France et est enfermé en 1638 dans le donjon de la citadelle : c’est le début de la carrière de prison politique de la citadelle.
En 1720, pour empêcher l’extension de la peste de Marseille, un cordon sanitaire est établi sur le Jabron. Des barrières gardées par des soldats du régiment de Poitou sont placées sur les ponts du Jabron et du Gournias >. Un corps de garde destiné au logement des soldats a été construit à proximité de Notre-Dame du Signavous.
La ville est le siège d’une viguerie jusqu’à la Révolution.

### Révolution française
Alors que des émeutes avaient éclaté en mars 1789 à Sisteron, la nouvelle de la prise de la Bastille est accueillie favorablement, cet événement annonçant la fin de l’arbitraire royal et, peut-être, des changements plus profonds dans l’organisation de la France. Immédiatement après l’arrivée de la nouvelle, un grand phénomène de peur collective s’empare de la France, par peur du complot des aristocrates désirant recouvrer leurs privilèges. Des rumeurs de troupes en armes dévastant tout sur son passage se propagent à grande vitesse, provoquant des prises d’armes, l’organisation de milices et des violences anti-nobiliaires. Cette Grande Peur, venant de Tallard et appartenant au courant de la « peur du Mâconnais », atteint Sisteron et sa région le 30 juillet 1789 avant de se propager vers Digne. La ville, dotée d’une garnison, joue un rôle clé dans la solidarité qui s’organise alors : les communautés villageoises voisines se réfugient avec meubles et bétail dans la place forte ; l’arsenal est mis à contribution pour armer les hommes et former une milice bourgeoise, bientôt renommée garde nationale. Elle fournit aussi des munitions à Manosque qui lui en fait la demande.
Dès le 2 août, l’affolement retombe, les faits-divers à l’origine des rumeurs étant éclaircis. Mais un changement important a eu lieu : les communautés se sont armées, organisées pour se défendre et défendre leurs voisins. Un sentiment de solidarité est né à l’intérieur des communautés et entre communautés voisines, et les consuls décident de maintenir les gardes nationales. Aussitôt la peur retombée, les autorités recommandent toutefois de désarmer les ouvriers et les paysans sans terre, pour ne conserver que les propriétaires dans les gardes nationales.
L’évêché est supprimé en 1790. La création d’une société patriotique connaît de multiples rebondissements. Des émeutes sont provoquées par les royalistes le 17 mai 1792. Cependant, une part importante de la population soutient la Révolution : il y avait 137 adhérents à la société révolutionnaire en 1793. Un cercle d’opposition, Deus providebit, se crée. Environ 40 % de la population masculine fréquente la société populaire.
De 1790 à 1800, la ville est le siège du district de Sisteron.

### XIXesiècle

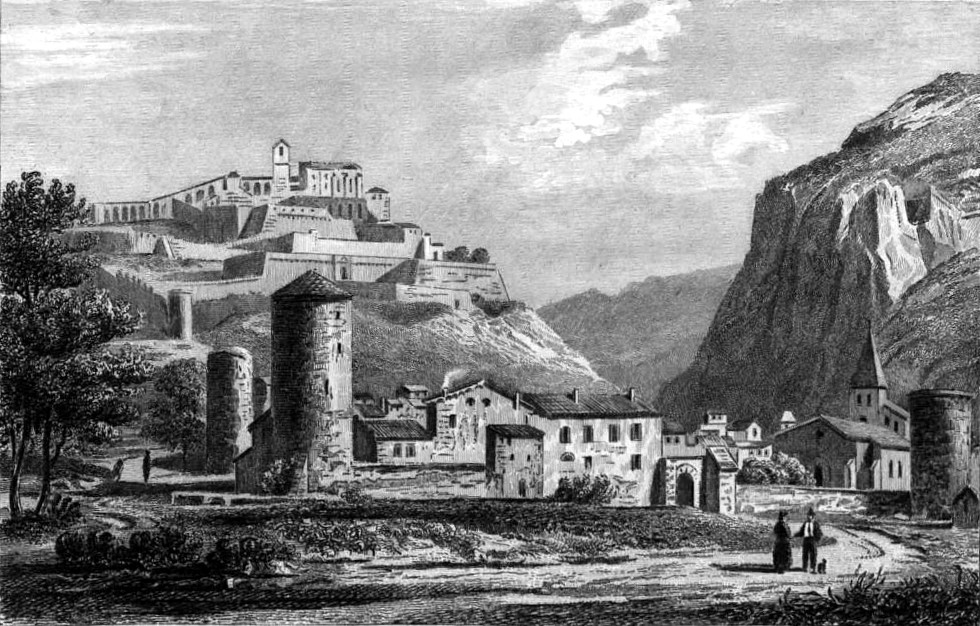
Gravure de Sisteron en 1838.

Comme de nombreuses communes du département, Sisteron se dote d’école bien avant les lois Jules Ferry : en 1863, elle en possède une seule, installée au chef-lieu. Comme la loi Falloux (1851) l’y oblige, une école de filles est aussi ouverte. La commune profite des subventions de la deuxième loi Duruy (1877) pour construire une école neuve. Sisteron comptait également une salle d’asile (école maternelle).
En 1884, la commune est touchée par une épidémie de choléra : elle cause 18 morts du 23 août au 5 septembre.
La citadelle est déclassée en 1889 et devient propriété de la commune.

### XXesiècle

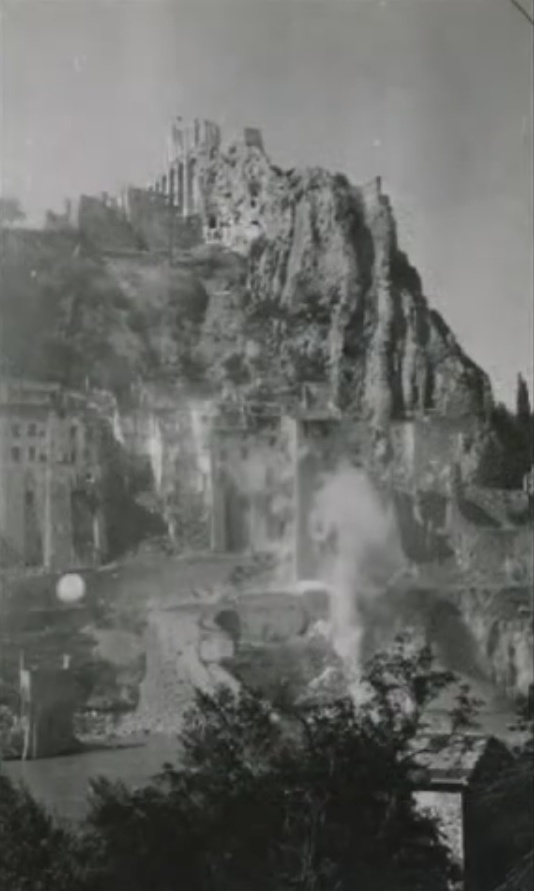
La citadelle et la ville après le bombardement du 15 août 1944.

Au début de la Seconde Guerre mondiale, la Troisième République recherche des lieux d’internement pour les « indésirables ». La municipalité de Sisteron propose la citadelle, où sont internés des prisonniers politiques (communistes, anarchistes), que le régime de Vichy maintient enfermés pour la durée de la guerre.
Dans les années suivantes, 22 juifs sont arrêtés à Sisteron avant d’être déportés.
Le 15 août 1944, premier jour du débarquement de Provence, les B-26 Marauder français et des forteresses volantes américaines du 42nd Bombardment Wing tentent de couper le pont ferroviaire et les ponts routiers qui enjambent le Buëch et la Durance. La météo n'est pas très favorable. Les accès sont atteints, mais les ponts ne sont pas détruits. Le wing de l’USAAF, forcé à une manœuvre d'évitement après son premier passage, se libère des bombes non larguées et plusieurs tombent sur la ville. Le 17 août, une formation de B-26 français revient sur les lieux et réussit cette fois à endommager le pont routier et surtout, à détruire le pont ferroviaire au nord de la ville. Le résultat de ces bombardements alliés : une grande partie de la ville fut détruite et la citadelle gravement endommagée, cent morts, trente disparus et deux cents blessés[réf. nécessaire]. La ville est libérée deux jours plus tard par la Task force du général Butler, (36e division d’infanterie (US)) venant de Riez. Le lendemain, la colonne américaine se dirige sur Gap et Aspres-sur-Buëch, libérées le 20.
La commune a été décorée, le 11 novembre 1948, de la croix de guerre 1939-1945.
En 1962, un hameau de forestage est construit pour héberger les réfugiés harkis qui sont employés par l’administration des Eaux et Forêts.

## Symboles
| Blason | Blasonnement : De gueules, à un grand S couronné, accompagné de deux fleurs de lis posées une à chaque flanc, et en pointe de deux annelets, tous d'or |

Voir ici une autre représentation du blason de Sisteron.
La devise de Sisteron est Tuta montibus et fluviis (« Protégée par les montagnes et les fleuves »).

## Politique et administration

### Découpage territorial
La commune de Sisteron est membre de la communauté de communes du Sisteronais Buëch, un établissement public de coopération intercommunale (EPCI) à fiscalité propre créé le 1er janvier 2017 dont elle est le siège. Ce dernier est par ailleurs membre d'autres groupements intercommunaux.
Sur le plan administratif, elle est rattachée à l'arrondissement de Forcalquier, à la circonscription administrative de l'État des Alpes-de-Haute-Provence et à la région Provence-Alpes-Côte d'Azur.
Sur le plan électoral, elle dépend du canton de Sisteron (dont elle est le bureau centralisateur) pour l'élection des conseillers départementaux, depuis le redécoupage cantonal de 2014 entré en vigueur en 2015, et de la deuxième circonscription des Alpes-de-Haute-Provence pour les élections législatives, depuis le dernier découpage électoral de 2010.

### Élections municipales et communautaires

#### Élections de 2020
Le conseil municipal de Sisteron, commune de plus de 1 000 habitants, est élu au scrutin proportionnel de liste à deux tours (sans aucune modification possible de la liste), pour un mandat de six ans renouvelable. Compte tenu de la population communale, le nombre de sièges à pourvoir lors des élections municipales de 2020 est de 29. Les 29 conseillers municipaux sont élus au premier tour, le 15 mars 2020, avec un taux de participation de 52,53 %, se répartissant en : 24 sièges pour la liste de Daniel Spagnou, quatre sièges pour la liste de Sylvain Jaffre et un siège pour la liste de Cyril Derdiche.
Les dix-huit sièges attribués à la commune au sein du conseil communautaire de la communauté de communes du Sisteronais Buëch se répartissent en : quatorze sièges pour la liste de Daniel Spagnou, trois sièges pour la liste de Sylvain Jaffre et un siège pour la liste de Cyril Derdiche.

#### Chronologie des maires

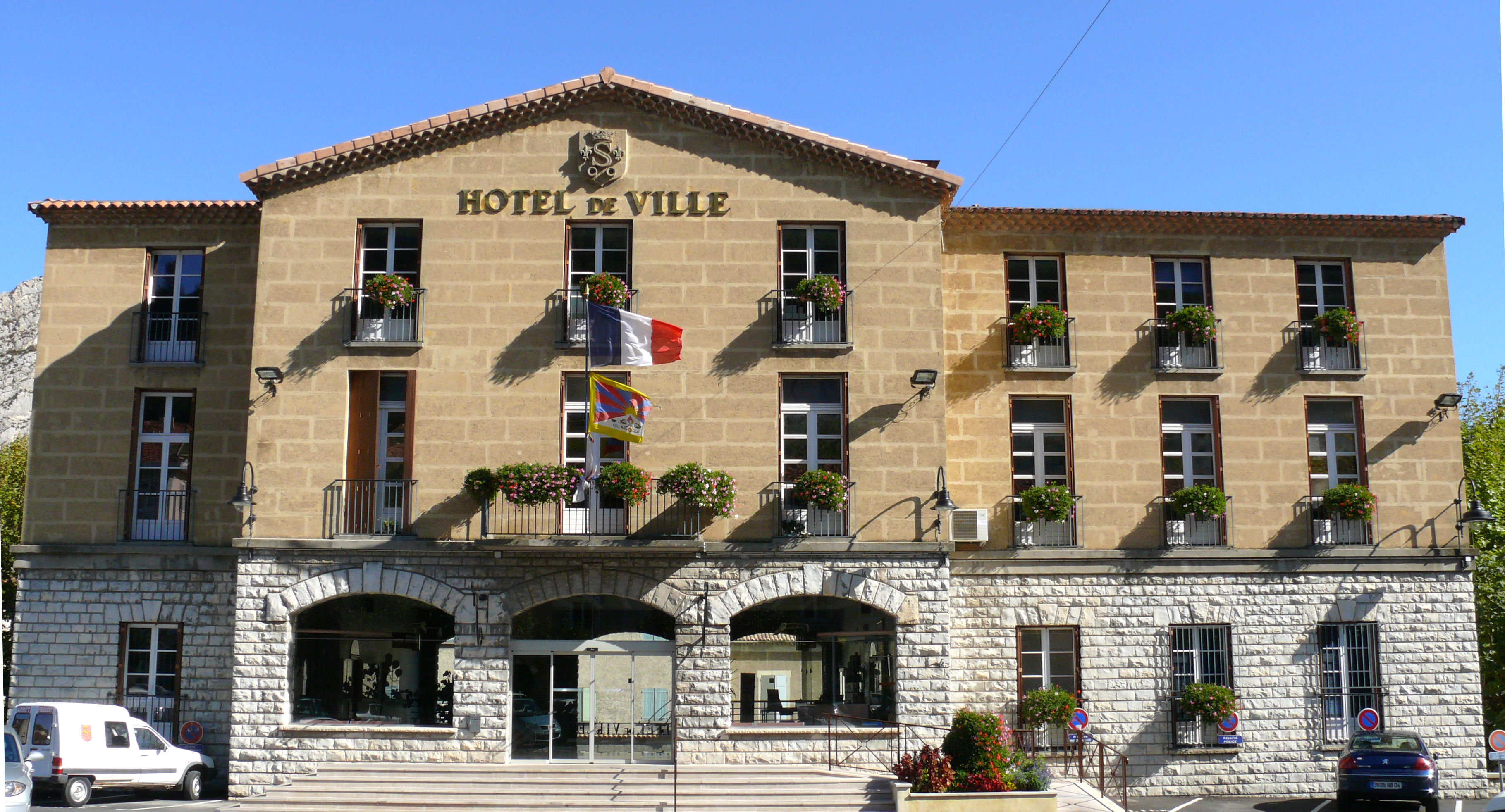
L'hôtel de ville.

### Jumelages
| Sisteron Fidenza Herbolzheim Oliva (Valence) |

Sisteron est jumelée à trois villes d'Europe :
- Fidenza (Italie)
- Herbolzheim (Allemagne)
- Oliva (Valence) (Espagne)[80].

## Équipements et services publics

### Enseignement
La commune est dotée de neuf établissements d’enseignement :
- huit écoles, cinq primaires et trois maternelles[81] ;
- le collège et lycée polyvalent Paul-Arène[82],[83].

La ville est également siège de deux circonscriptions d’enseignement, Sisteron (jusqu’à la vallée de l'Ubaye) et Sisteron-Sud.

### Santé
Sisteron est dotée d'un hôpital public et un service d'urgence SAMU-SMUR nommé Centre Hospitalier Intercommunal des Alpes du Sud - CHICAS.
Une brigade de gendarmerie assure la sécurité et le maintien de l'ordre sur l'ensemble de la ville ainsi que sur certaines communes avoisinantes. Depuis 2024, une brigade mobile de proximité a vu le jour afin de compléter les effectifs actuel et être au plus près des citoyens dans les communes en périphérie de Sisteron
La ville est également dotée d'une Police municipale armée en complément des effectifs de Gendarmerie nationale.

## Population et société

### Démographie
Les habitants de la commune sont appelés les Sisteronais et les Sisteronaises,.
En 2024, la Ville de Sisteron comptait 8030 habitants.
L'évolution du nombre d'habitants est connue à travers les recensements de la population effectués dans la commune depuis 1716. Pour les communes de moins de 10 000 habitants, une enquête de recensement portant sur toute la population est réalisée tous les cinq ans, les populations de référence des années intermédiaires étant quant à elles estimées par interpolation ou extrapolation. Pour la commune, le premier recensement exhaustif entrant dans le cadre du nouveau dispositif a été réalisé en 2008.

En 2022, la commune comptait 7 776 habitants, en évolution de +5,93 % par rapport à 2016 (Alpes-de-Haute-Provence : +2,84 %, France hors Mayotte : +2,11 %).
| 1716  | 1765  | 1793  | 1800  | 1806  | 1821  | 1831  | 1836  | 1841  |
| ----- | ----- | ----- | ----- | ----- | ----- | ----- | ----- | ----- |
| 6 094 | 3 265 | 4 000 | 3 891 | 3 642 | 4 125 | 4 429 | 4 546 | 3 844 |

| 1846  | 1851  | 1856  | 1861  | 1866  | 1872  | 1876  | 1881  | 1886  |
| ----- | ----- | ----- | ----- | ----- | ----- | ----- | ----- | ----- |
| 4 392 | 4 576 | 4 509 | 4 338 | 4 210 | 4 575 | 4 280 | 3 974 | 3 864 |

| 1891  | 1896  | 1901  | 1906  | 1911  | 1921  | 1926  | 1931  | 1936  |
| ----- | ----- | ----- | ----- | ----- | ----- | ----- | ----- | ----- |
| 3 996 | 3 905 | 3 874 | 3 702 | 3 575 | 3 341 | 3 354 | 3 302 | 3 378 |

| 1946  | 1954  | 1962  | 1968  | 1975  | 1982  | 1990  | 1999  | 2006  |
| ----- | ----- | ----- | ----- | ----- | ----- | ----- | ----- | ----- |
| 3 432 | 4 070 | 5 325 | 6 289 | 7 243 | 6 470 | 6 594 | 6 964 | 7 251 |

| 2008  | 2013  | 2018  | 2022  | - | - | - | - | - |
| ----- | ----- | ----- | ----- | - | - | - | - | - |
| 7 326 | 7 312 | 7 579 | 7 776 | - | - | - | - | - |

### Superficie et population
La ville de Sisteron a une superficie de 50,25 km2 et une population de 7 669 habitants en 2020
| Rang                          | Population | Superficie | Densité |
| ----------------------------- | ---------- | ---------- | ------- |
| France                        | 1363e      | 1041e      | 5666e   |
| Provence-Alpes-Côte d'Azur    | 114e       | 151e       | 230e    |
| Alpes-de-Haute-Provence       | 3e         | 31e        | 8e      |
| Arrondissement de Forcalquier | 2e         | 5e         | 5e      |
| Canton de Sisteron            | 1er        | 1er        | 1er     |

### Vie locale
La commune est une ville fleurie ayant obtenu trois fleurs au concours des villes et villages fleuris. Elle a reçu également le label « Ville et Métiers d'Art ».

### Institutions culturelles
- La bibliothèque municipale
- Le musée municipal Terre et Temps
- L'écomusée du pays de Sisteron

### Les Nuits de la citadelle
Le festival les Nuits de la Citadelle est l'événement important du paysage culturel sisteronais. Depuis plus de cinquante ans, le théâtre de verdure de la Citadelle accueille des spectacles de théâtre, danse ou musique.

## Économie

### Agriculture
Les oliviers de la commune peuvent produire l'huile d'olive de Provence AOC. L'élevage ovin aux alentours de Sisteron est distingué par le Label rouge Agneau de Sisteron.
La culture de l’olivier est encore pratiquée dans la commune. Ainsi, en 2005, on compte encore 73 ha plantés de 3 066 arbres, de la variété Tanche.

### Industrie

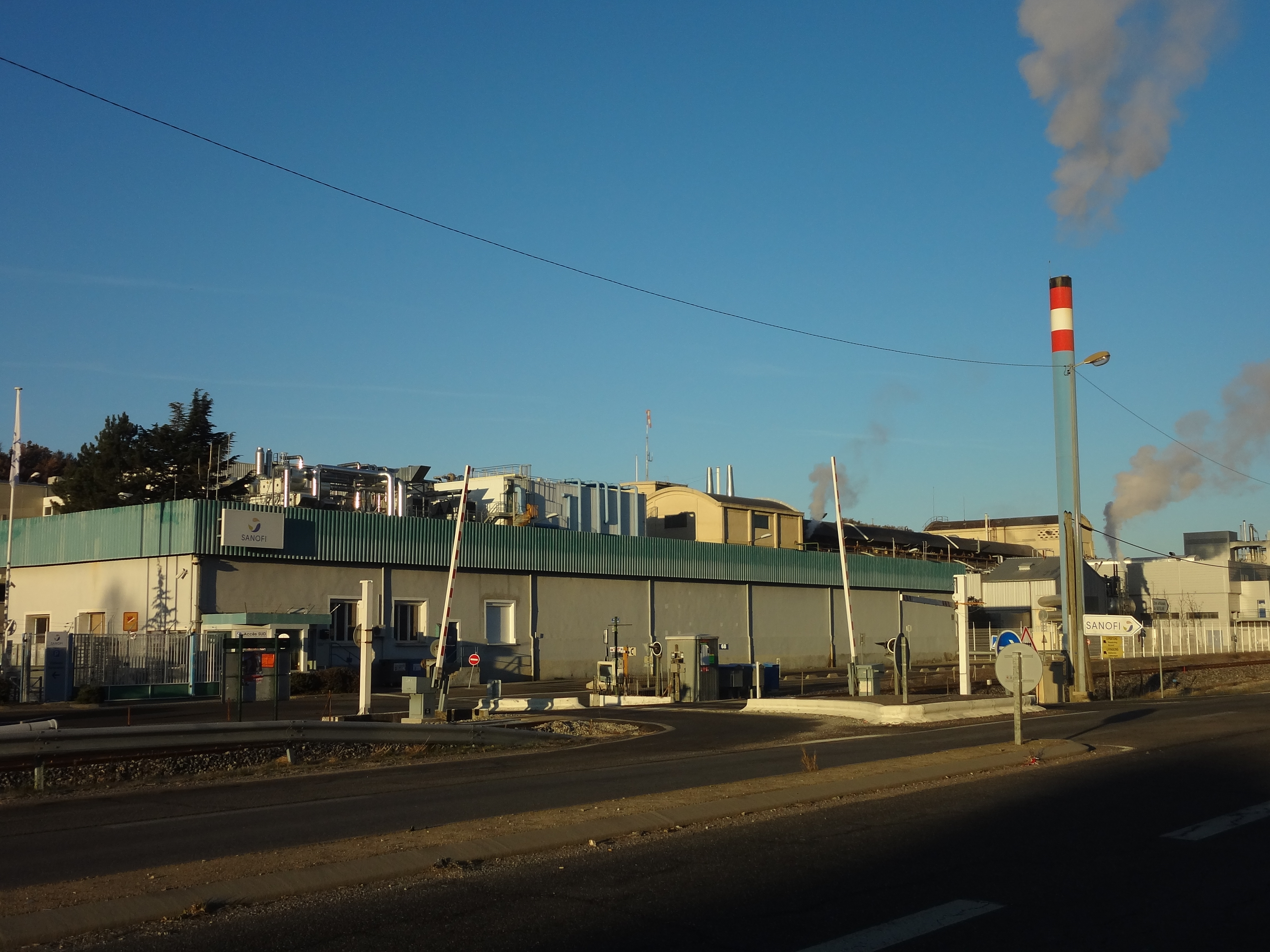
Usine Sanofi.

Au nord de la ville se situe l’usine Sanofi-Aventis, spécialisée dans la chimie fine et qui produit des principes actifs à usage pharmaceutique. Elle emploie 656 salariés. C’est le principal employeur de la commune.
L’usine hydroélectrique et le barrage de St.-Lazare sont une partie des aménagements faits sur la Durance par EDF.
Les abattoirs, dont une des spécialités est l’abattage d’agneaux Label rouge, sont un autre secteur moteur de l’économie locale. Plusieurs PME des environs (à Sisteron et Mison) transforment et commercialisent les produits de l’abattage :
- tout d’abord l’Abattoir de Sisteron, spécialisé dans le mouton, qui emploie 56 salariés[97] ;
- Dufour Sisteron, négociant de viande, également actif dans le secteur de la découpe, emploie 49 salariés aux abattoirs de Gap et Sisteron[98] ;
- Alpes Provence agneaux, actif dans le commerce de viande de mouton, emploie 25 salariés[99] ;
- Giraud et fils, négociant en viandes diverses, emploie 20 salariés[100]. Il fait également de la transformation (charcuterie et confiserie) et a reçu une Victoire de l'entreprise (décernée par le conseil général) en 2013[101].

Le BTP est également représenté par plusieurs PME assez importantes :
- Gardiol TP, avec 120 salariés[102] ;
- Minetto, avec 105 salariés[103] ;
- Garcin, BTP, 21 salariés[104] ;
- on peut aussi ajouter l’entreprise Sudalpes, négociant en matériel de BTP, qui relève des activités de services mais dépendant de ce secteur d’activité, et qui emploie 34 salariés[105].

### Activités de services
La ville possède un aérodrome géré par la Chambre de commerce et d'industrie des Alpes-de-Haute-Provence sur la commune de Vaumeilh. On y trouve deux sociétés Networds, fabricant de décorations adhésives et stickers haute qualité pour aviation et aviation legère, et Electravia.
Les concessionnaires automobiles sont également de gros employeurs :
- DAGA, revendeur des véhicules Mercedes-Benz, emploie 47 salariés[106] ;
- le garagiste et négociant automobile Alpes Sud emploie 23 salariés[107].

Alpes nettoyage et entretien emploie 75 personnes.

### Tourisme

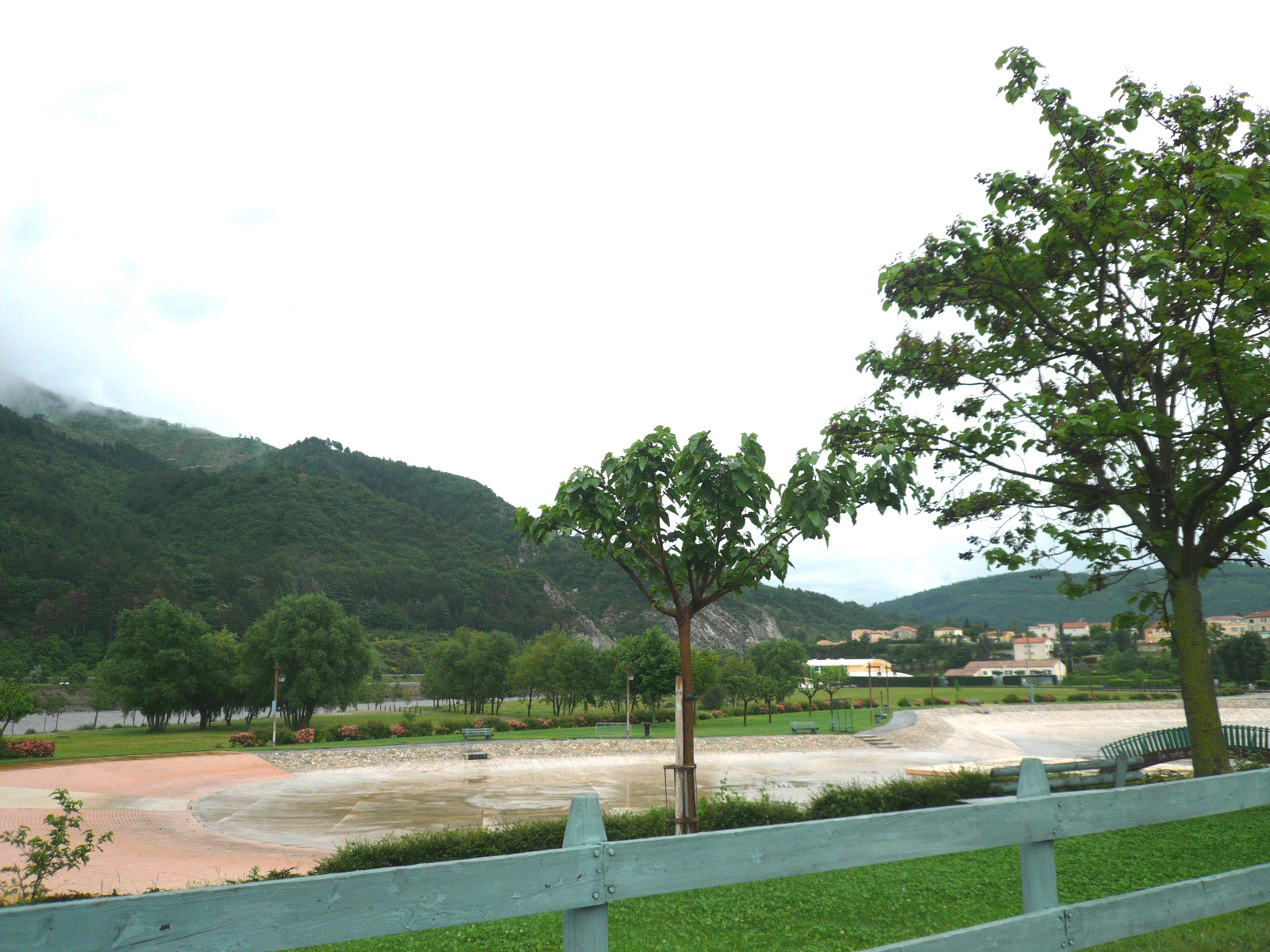
Plan d'eau de Sisteron.

Important lieu de passage entre le bassin méditerranéen et les Alpes, Sisteron a une activité touristique principalement estivale. La présence d'un plan d'eau sur les bords de la Durance renforce son attrait.

### Gastronomie
- Pieds paquets

## Culture locale et patrimoine

### Lieux et monuments
Considéré comme exceptionnel, le site de la citadelle est classé dès 1925, sur une superficie de 7 hectares. Le classement concerne à la fois la citadelle, le rocher qui la porte, les bois et terrasses, et la perspective sur la ville et la citadelle.

#### Architecture militaire
La citadelle de Sisteron, classée monument historique est l'œuvre d'un précurseur de Vauban, Jean Érrard, ingénieur d’Henri IV. De sa position élevée on découvre un superbe panorama sur la ville et la vallée de la Durance. La tour de l'Horloge servit de prison. La vue plonge sur la ville basse et se porte, au nord, jusqu'aux montagnes de Laup et d'Aujour qui ferment le bassin de Laragne.
Sauvées de la destruction par Prosper Mérimée, cinq tours subsistent de l'enceinte construite en 1372-1373, arrondies vers l’extérieur et ouvertes face intérieur de la ville, avec des portions de muraille, éléments classés monuments historiques. Ces cinq tours portent chacune un nom :
- La tour du Fort au pied de la Citadelle.
- La tour des Gens d’Arme à proximité de la Poste, la seule ayant été habitée et possédant un toit.
- La tour de La Médisance à proximité de la Cathédrale, qui a conservé l'escalier intérieur qui donnait accès aux galeries de bois (hourds) prenant appui sur les corbeaux qui les couronnent et les brodent aujourd'hui.
- La tour Notre-Dame
- La tour de la porte Sauve car cette tour juxtaposait la porte par laquelle s’enfuirent 1 millier de protestants en 1591.

Fortifications de Sisteron.
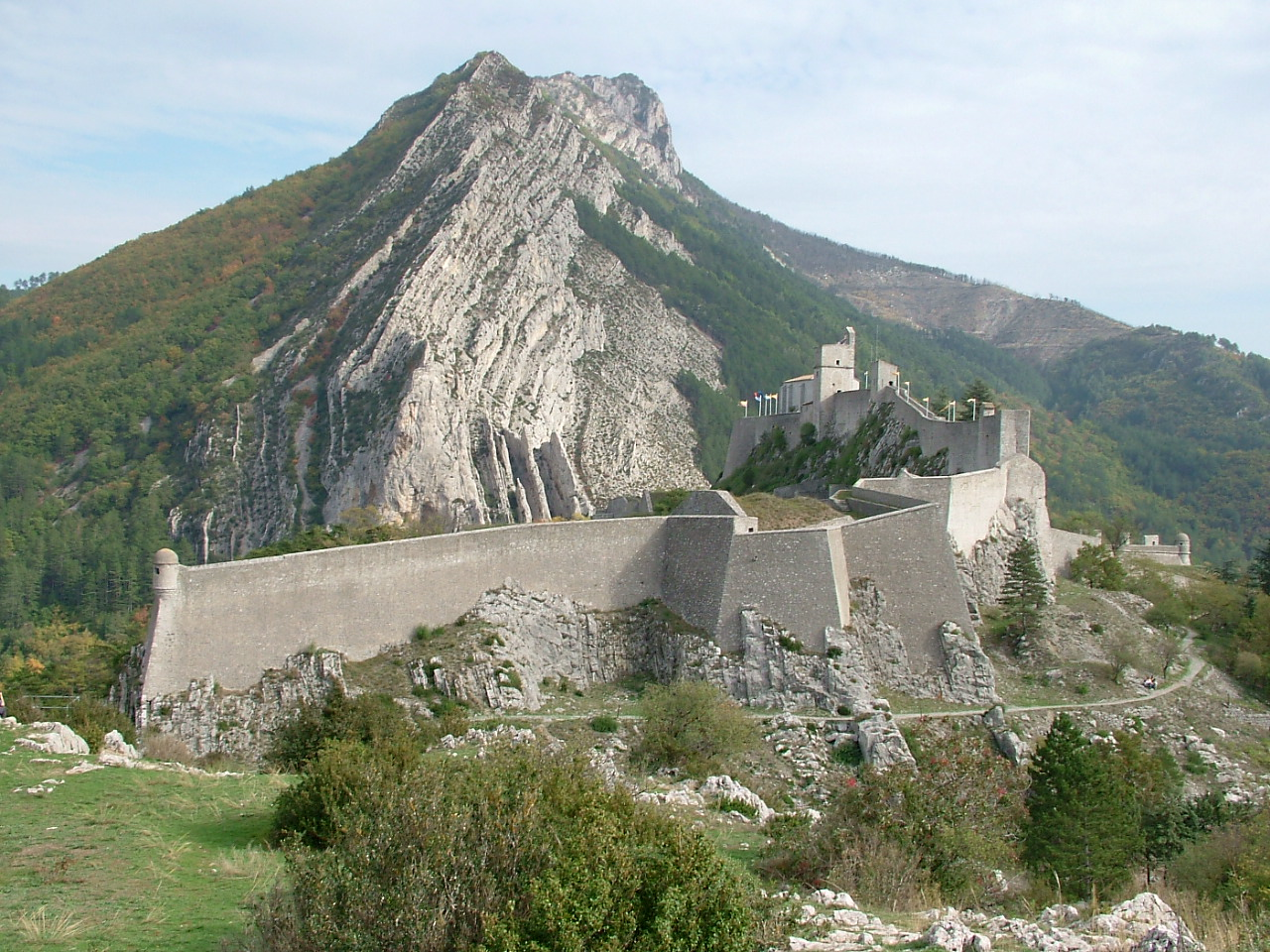
La citadelle.
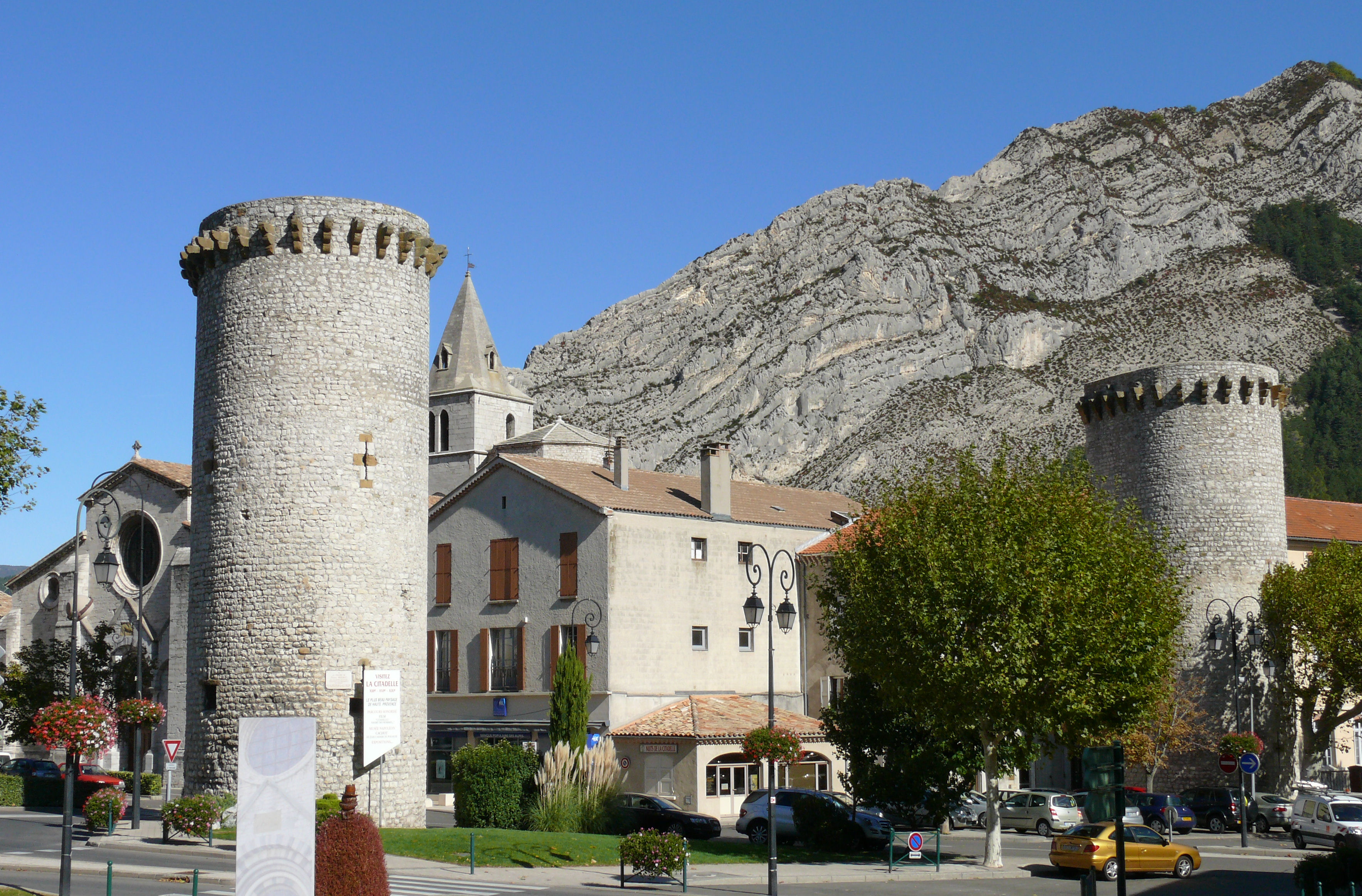
La tour de la Médisance et la tour Notre-Dame devant la cathédrale.
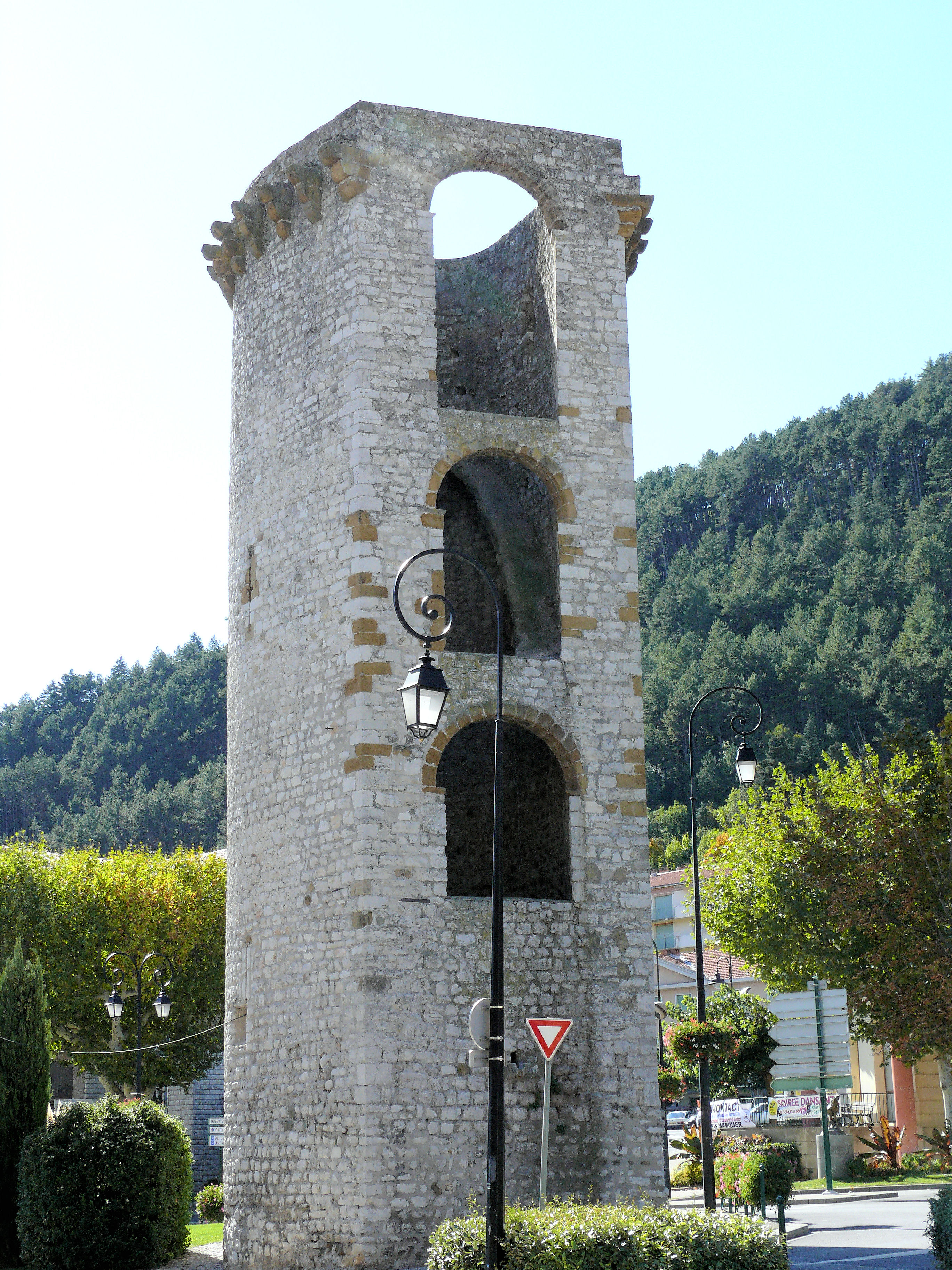
Tour de la Médisance.
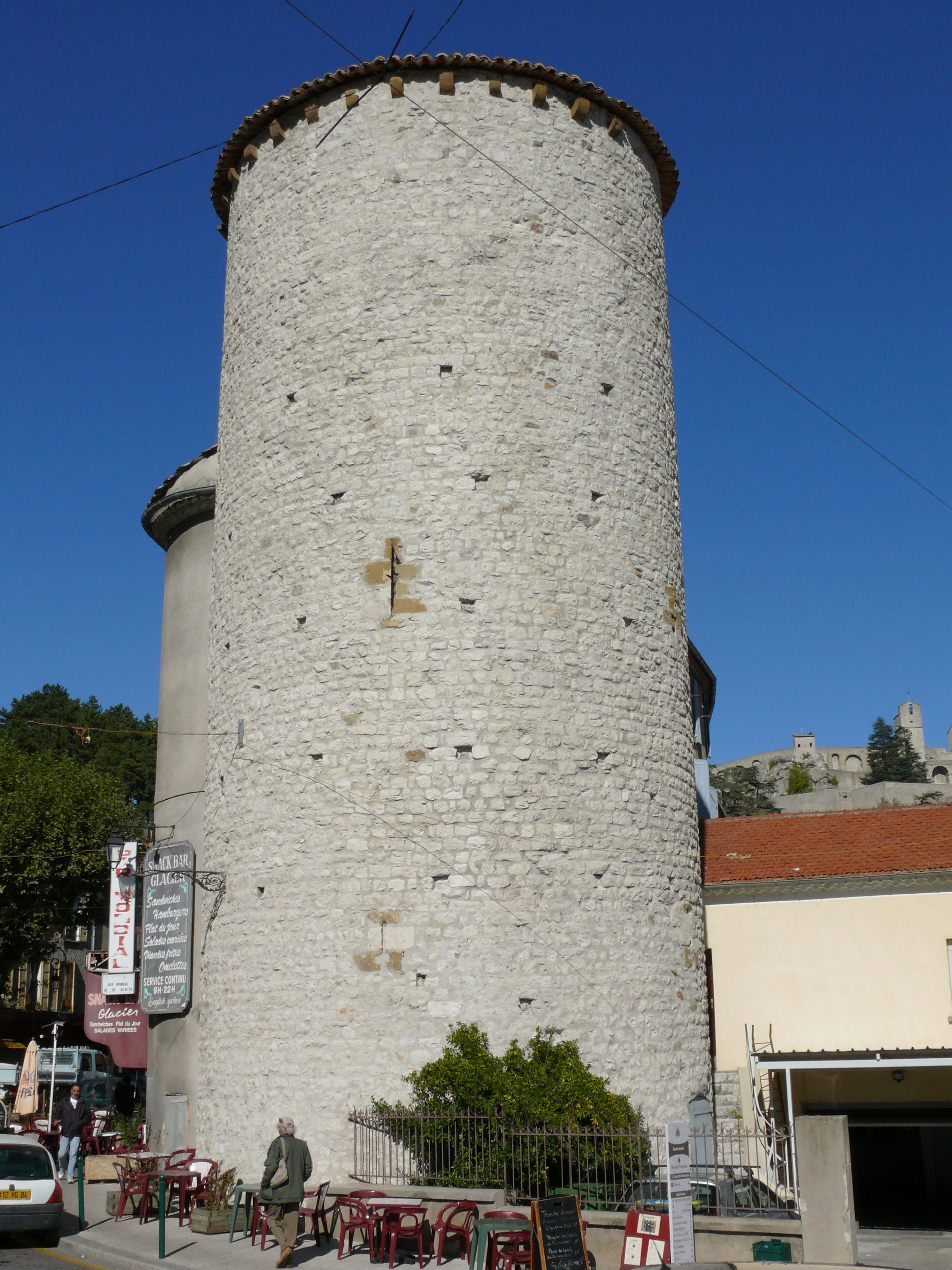
Tour des Gens d'Armes.
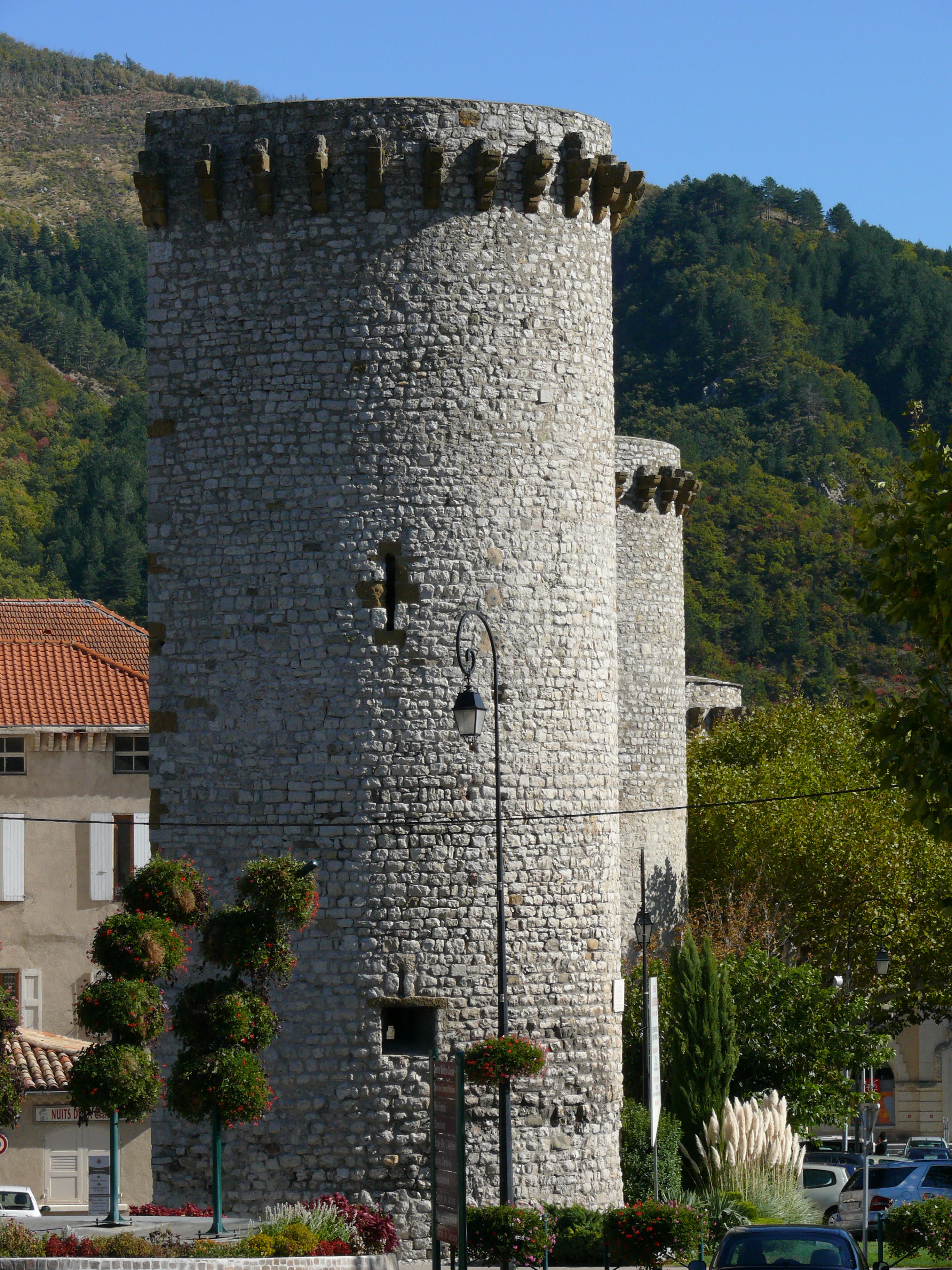
Trois tours.
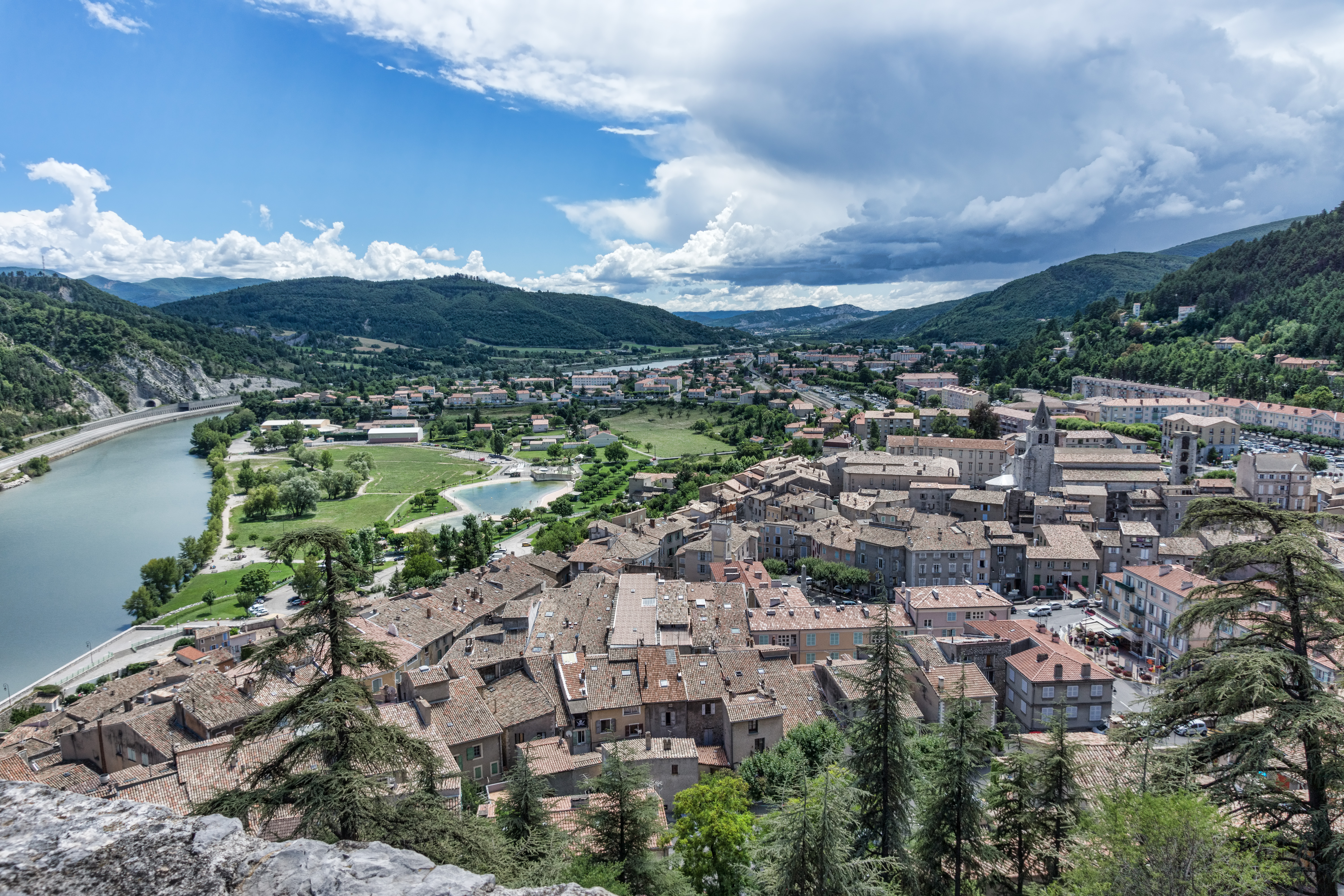
La ville de Sisteron vue depuis la citadelle.

#### Architecture civile

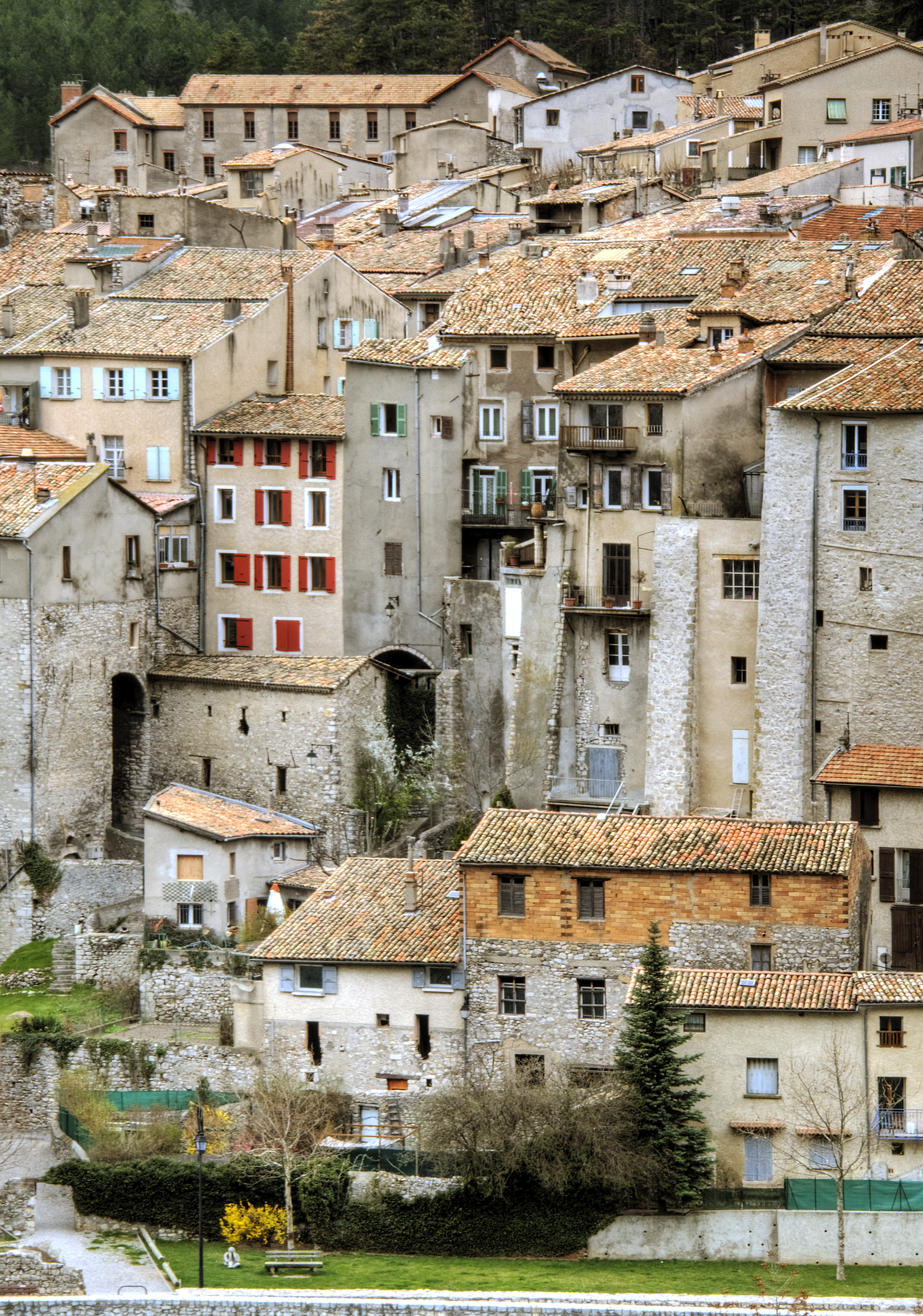
Les vieilles maisons de Sisteron.

La vieille ville compte plusieurs vieilles maisons :
- rue Mercerie, une maison aux baies géminées et dotée d’arches brisées, et dont les chapiteaux sont sculptés de motifs végétaux (XIVe siècle) ; quelques-uns de ces éléments sont inscrits[114] ;
- hôtel de la Baume, reconstruit en 1946, conserve du début du XIVe une baie géminée et un chapiteau ;
- quelques maisons des XVe et XVIe siècles rue de la Pousterle ;
- rue Droite, une maison du début du XVIIe siècle à la belle porte sculptée.

L’hôpital remonte à la création de l’hospice de charité en 1705 par Guillaume de Saint-Donat. Agrandi plusieurs fois, ses façades ont été refaites et ne présentent plus d’éléments d’origine. Ses façades et ses toitures sont néanmoins inscrites.
Deux bâtiments témoignent de la prospérité de la Belle Époque :
- la caisse d’Épargne : l’avant-corps est orné d’un fronton brisé à ailerons brisés, entre lesquels est placé le blason de la ville. Il est surmonté d’une couronne et de cornes d'abondance ;
- l’immeuble Civatte, place du Général de Gaulle, comporte de nombreux détails ornementaux soignés : moulures, sculptures, ferronnerie[117]>.

Le pont de la Baume est long de 40 m, et large de 6 ; il repose sur une arche de 28 m de portée. Sa dernière reconstruction date de 1945, après que le précédent a été détruit par les bombardements alliés. Ce pont précédent datait de 1365, (réparé en 1501). Le 7 avril 1879, après une période de fortes pluies, un mur d’une culée s’effondre. Les travaux durent jusqu’en 1886, et restituent un pont plus large et plus léger (avec des parties évidées). Il est également doté de fourneaux de mine, pour le saboter en cas d’invasion. Il remplaçait un pont plus ancien dont des traces subsistent,.
Le pont sur le Buëch, proche du confluent avec la Durance, date de 1727. Il est élargi en 1865 par des arcs en cornes de vaches sur les avant et arrière-becs, puis en 1975 par une dalle posée en encorbellement. Il repose sur trois arches en plein cintre, de 22,8, 12 et 12 m, pour une longueur totale de 56 m, une largeur de 4,3 m à l’origine, 7,4 m en 1865 et 9 m actuellement. Ce pont remplace un ancien pont construit en 1202, et réparé en 1399.
Le château de la Cazette, à proximité de ce pont, au plan en U, date de la fin du XVIIe siècle, et succède à un ancien rendez-vous de chasse. Tout autour de la ville, on trouve d’autres résidences seigneuriales :
- le château de Sainte-Euphémie (XVIIe siècle) ;
- le château de Beaulieu ;
- le château de Servoules ;
- le château de Haute-Rive ;
- le château de Sainte-Ursule ;
- d’autres châteaux à Valernes, Noyers-sur-Jabron et Valbelle[123].

Constructions civiles de Sisteron
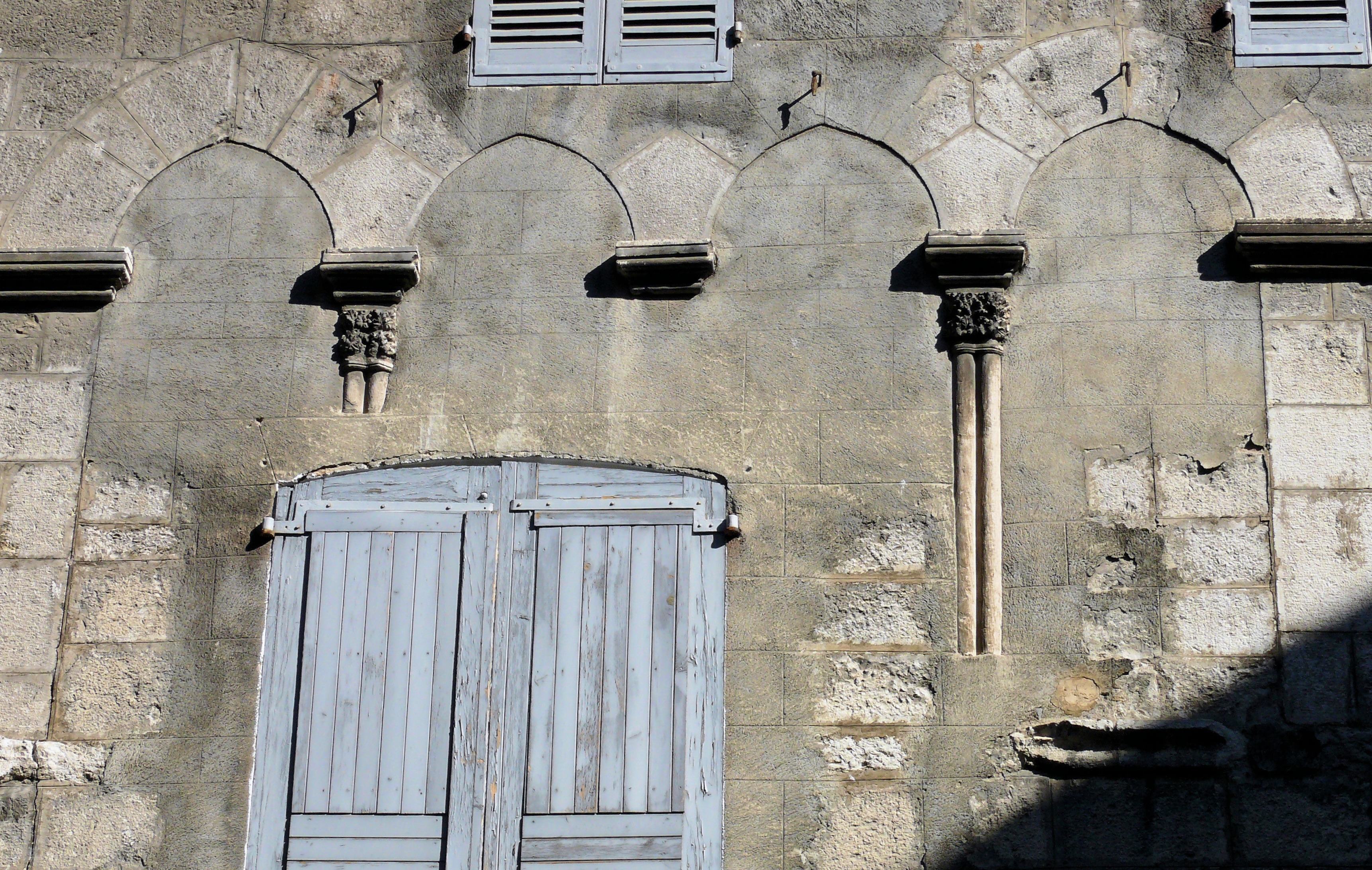
Arcatures murées rue Mercerie.
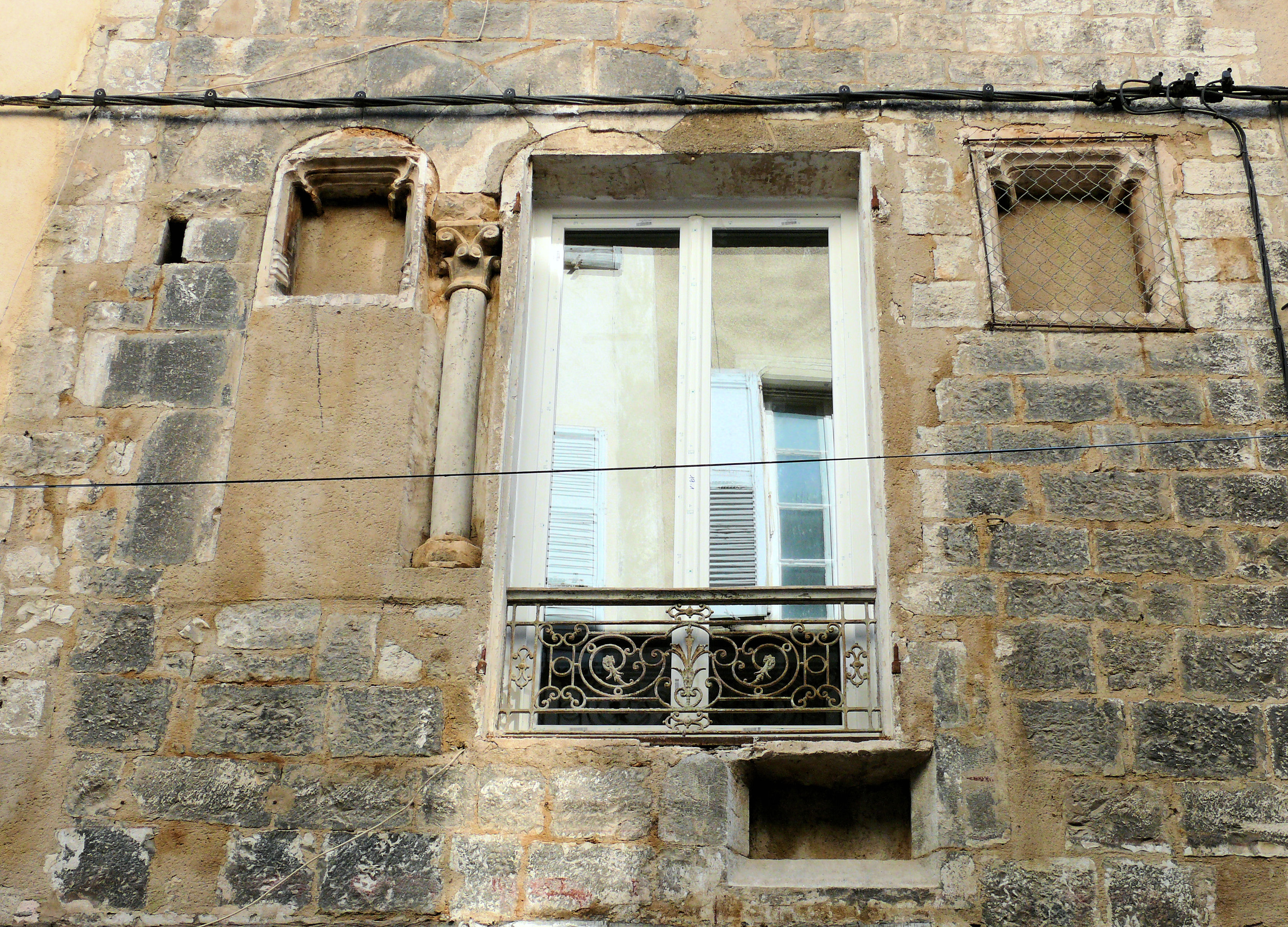
Vestiges de baie géminée rue Droite.
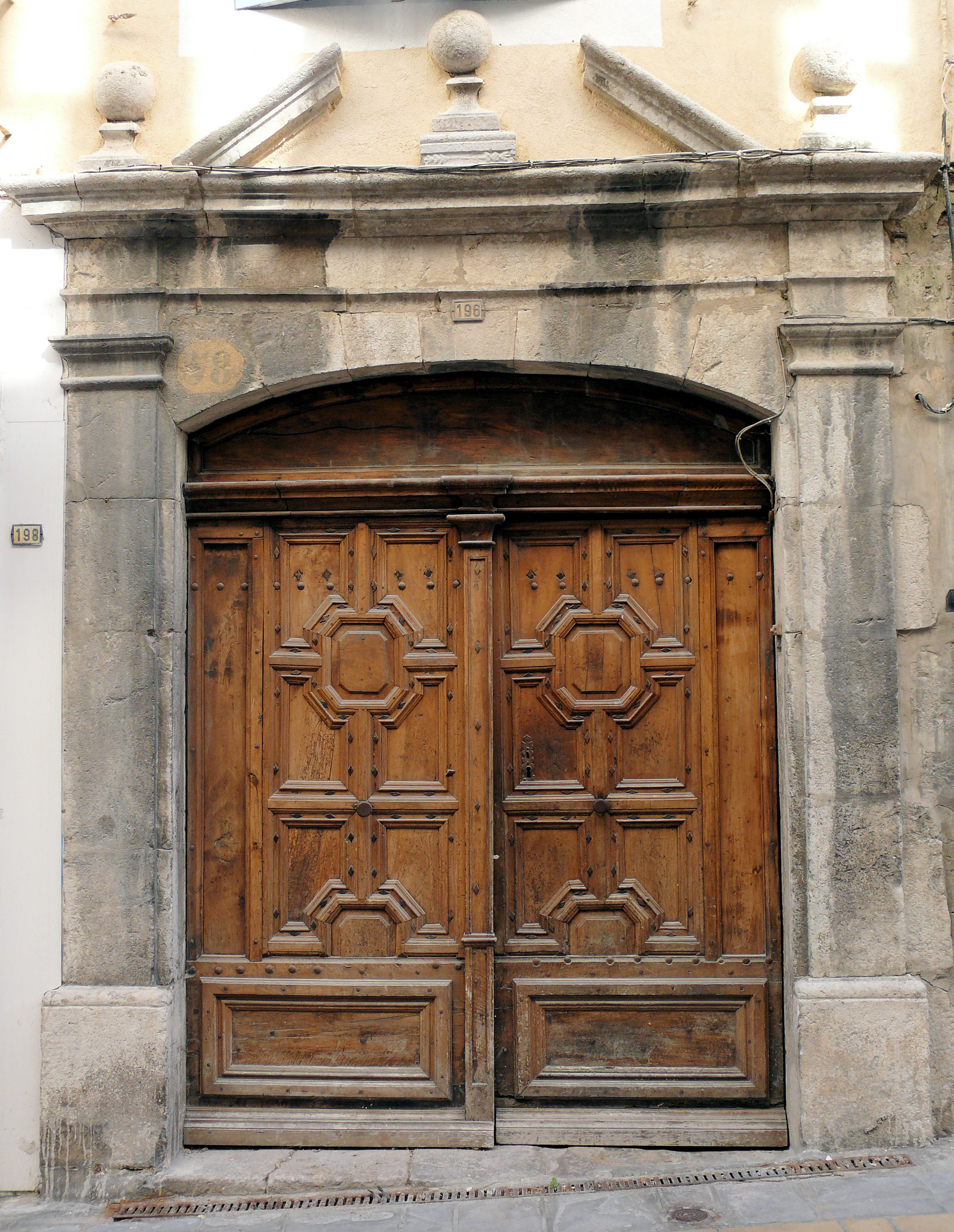
Porte du XVIIe siècle, rue Droite.
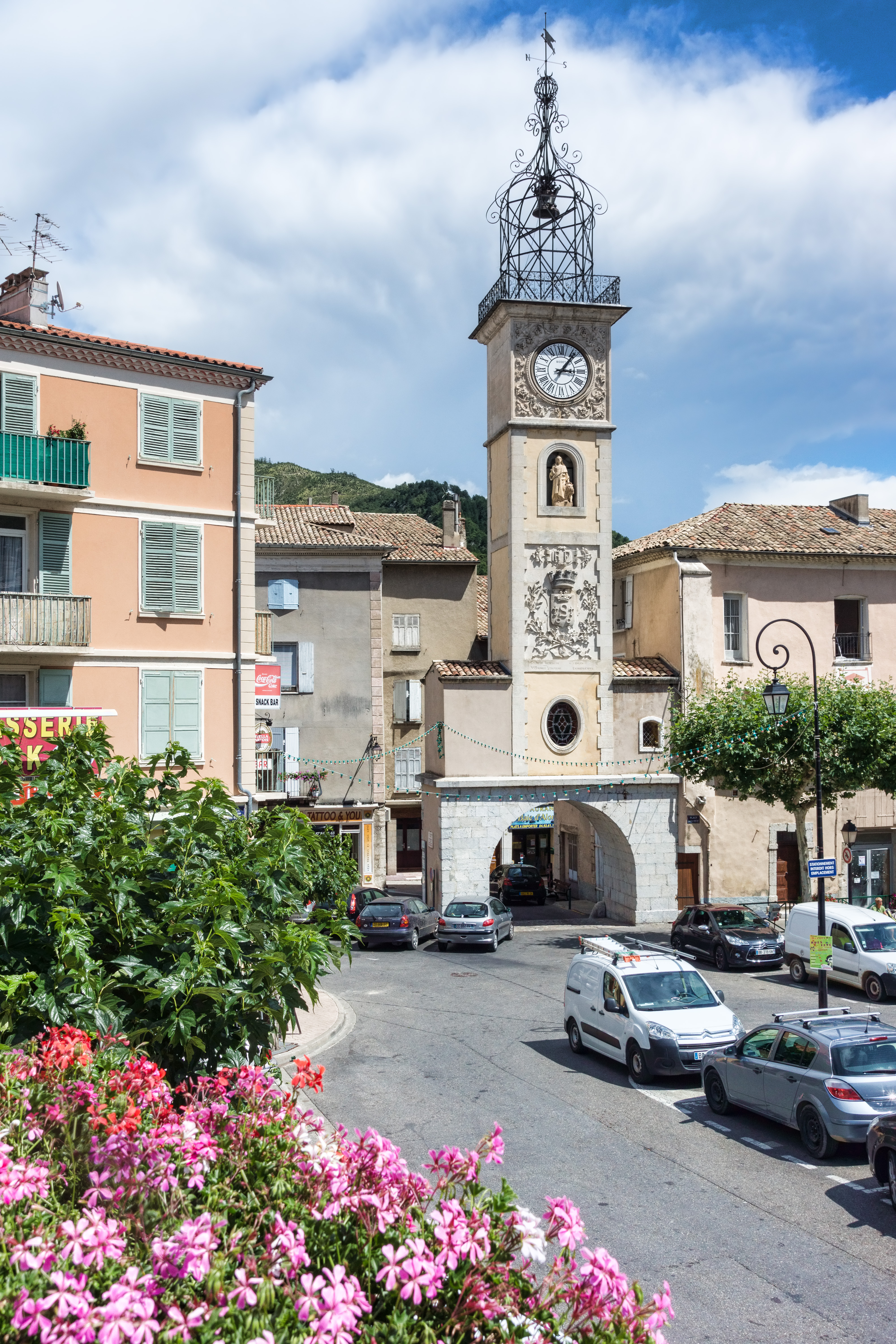
Tour de l'Horloge.
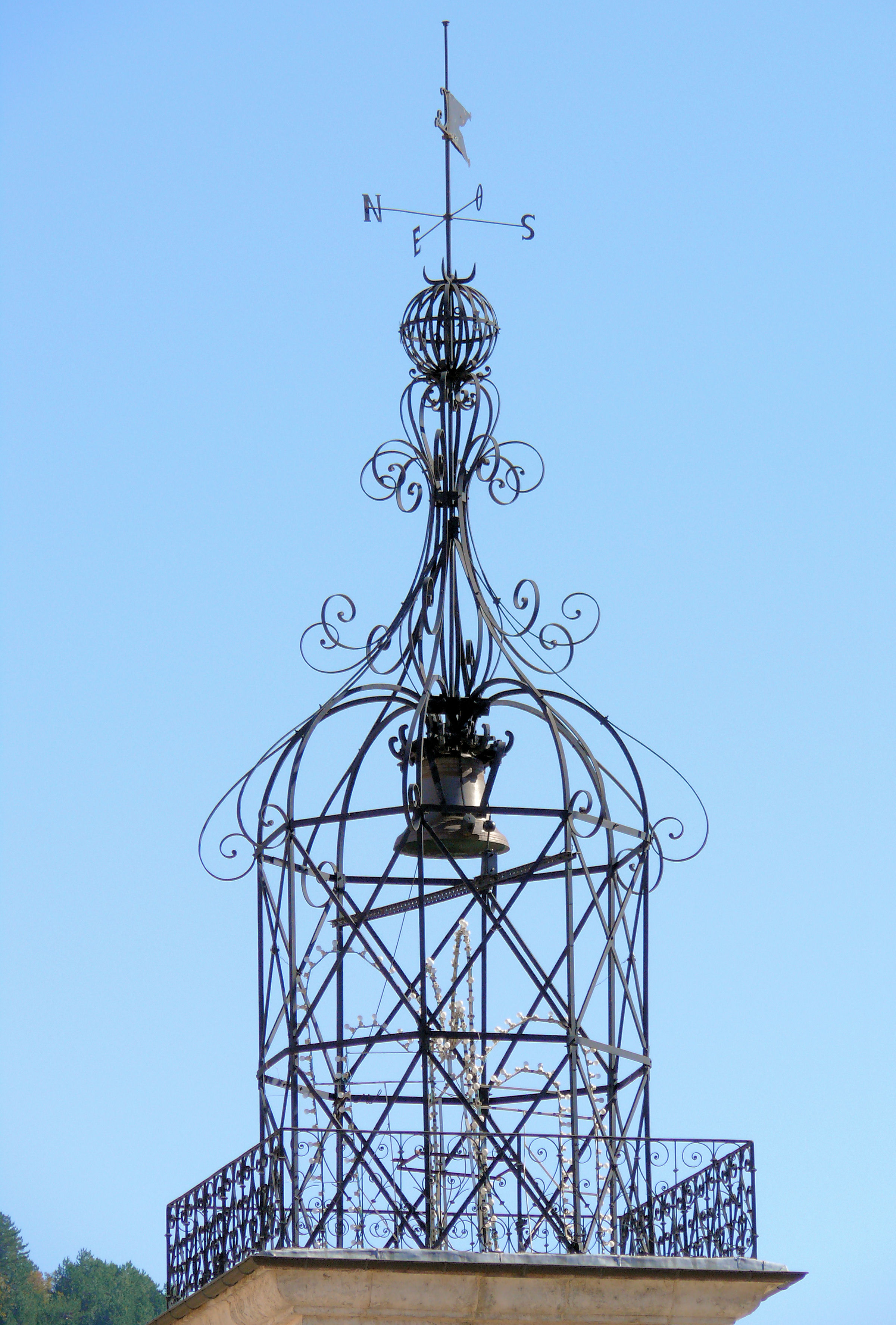
Campanile de la tour de l'Horloge.
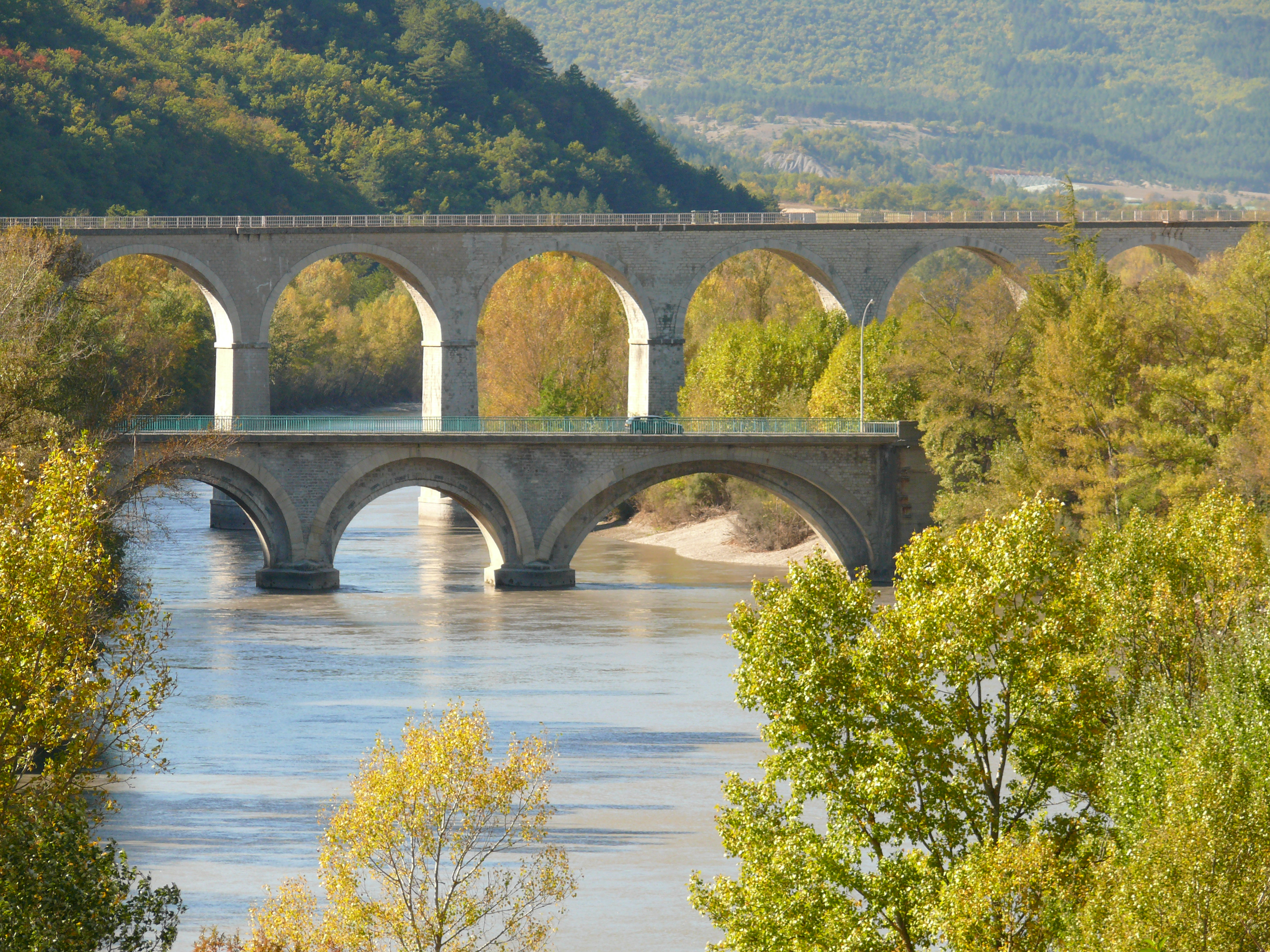
Pont routier et viaduc ferroviaire sur le Buëch.

#### Art religieux
Les ruines de l'ancienne chapelle (XIIIe siècle), dans la partie la plus ancienne de la citadelle, détruite par le bombardement allié du 15 août 1944 (jour du débarquement de Provence), sont encore visibles.

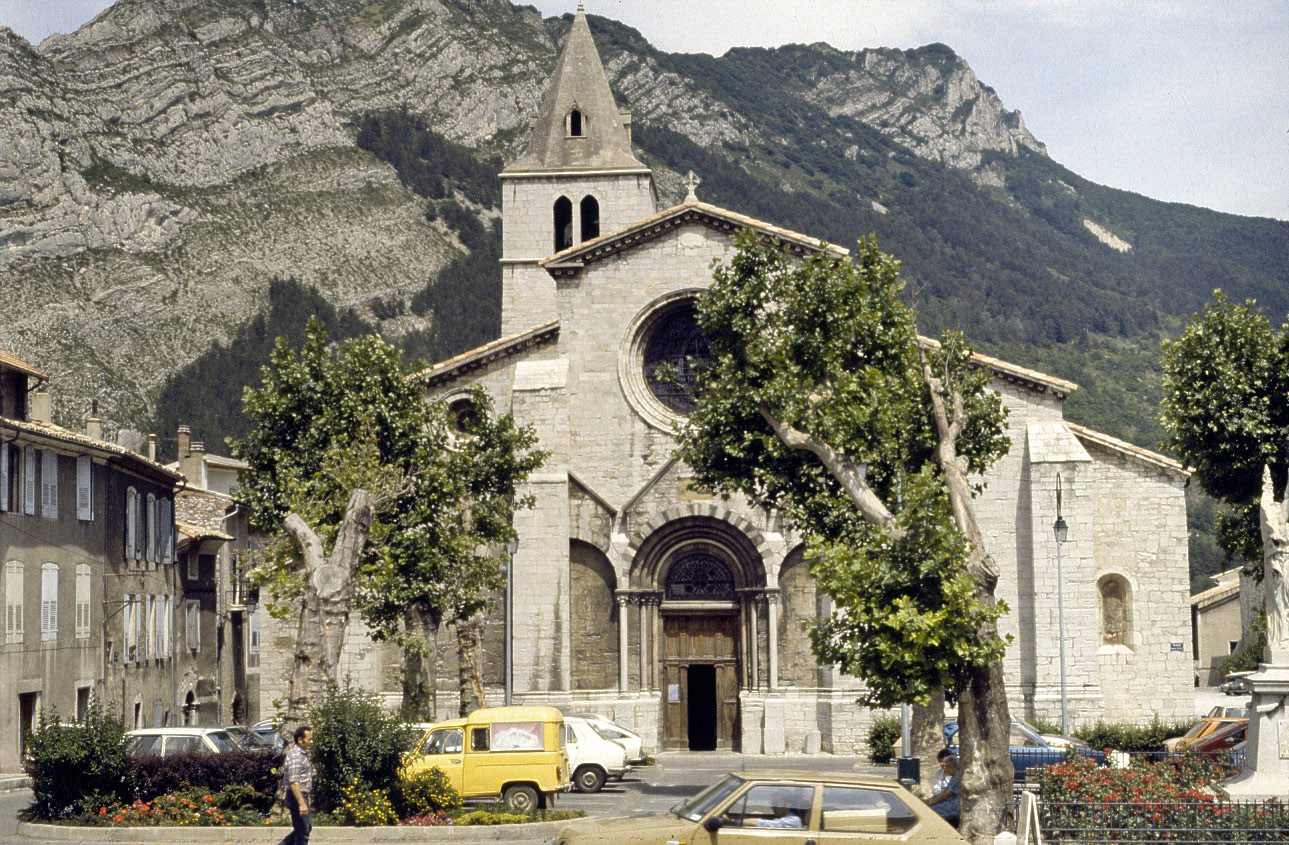
L'église Notre-Dame-des-Pommiers.

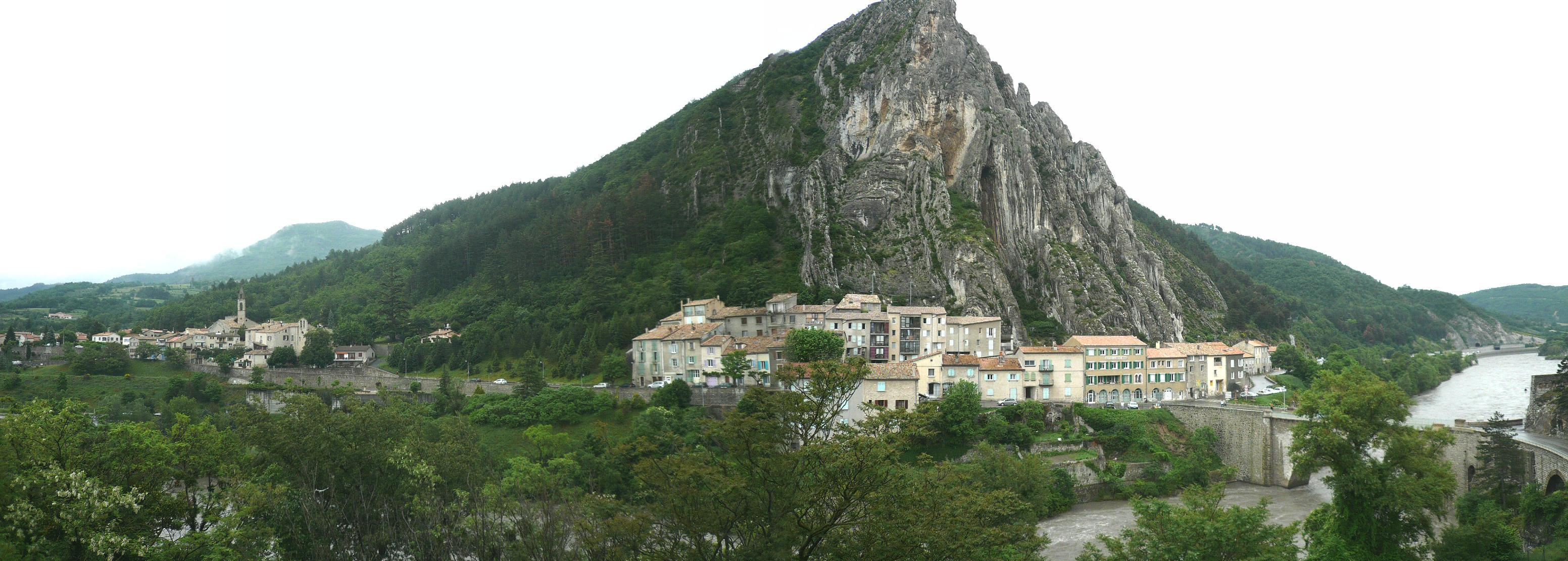
Vue panoramique sur le rocher de la Baume, Saint-Dominique et la Durance.

Place Général de Gaulle, l’église Notre-Dame-des-Pommiers, ancienne cathédrale, qui se rattache à l’art roman provençal, est remarquable pour son beau vaisseau très sombre, dépourvu de transept. Comme c’est fréquent dans les édifices provençaux, une coupole sur trompes s'élève à l'entrée du chœur. C’est un édifice classé monument historique.
Outre son ancienne cathédrale, Sisteron conserve plusieurs chapelles sur sa commune, ainsi que les vestiges d'anciens couvents désaffectés sous la Révolution.
Chapelles (servant au culte ou ayant une autre fonction) :
- chapelle Saint-Marcel, à la Baume, dont les parties les plus anciennes datent du XIIe siècle, classée monument historique[125],[126] ;
- chapelle Saint-Domnin (XIIIe siècle) : la nef est voûtée en berceau, le chœur voûté d’arêtes, avec une travée romane qui ouvre dans le chœur, à gauche (ce dernier élément est plus ancien, et date de la fin du XIe siècle ou du XIIe siècle)[127] ;
- chapelle de l'ancien hospice de la Charité, dont le chœur est orné de fausses ogives, à but décoratif (1713-1720[128]) et de boiseries fin XVIIe ou début XVIIIe siècle, finement et richement sculptées[129] ;
- chapelle de l'ancienne résidence des évêques de Sisteron (occupée actuellement par deux commerces).

Vestiges d'anciens couvents (les éléments subsistant sont mentionnés entre parenthèses) :
- couvent des clarisses (ou abbaye Sainte-Claire) (chapelle toujours liée au culte) ;
- couvent des cordeliers : il n’en reste que le chevet plat du chœur, percé de trois hautes baies, une travée voûtée d’ogives, et deux arches ogivales, intégrés dans divers bâtiments (XIIIe et XIVe siècles[130]) ;
- Place Général de Gaulle : couvent de la Visitation (ou des visitandines) : il reste la chapelle du XVIIe siècle[128] abritant le musée Terre et Temps et anciens bâtiments conventuels reconvertis en maison de retraite. Ce bâtiment en U, à deux étages, est construit derrière la cathédrale en 1631 ; il possède un cloître entouré d’arcades<[131]. L’ensemble est un monument historique inscrit[132] ;
- couvent des capucins (rares vestiges) ;
- couvent des ursulines (maison d'habitation) ;
- couvent des missionnaires de la Croix (abritant l'école de musique).

##### Couvent des dominicains
Rue du Couvent : du couvent des dominicains, il reste l’église et les vestiges du cloître servant de cadre au festival des Nuits de la Citadelle. Fondé par la comtesse de Provence Béatrix de Savoie, sa première pierre est posée en décembre 1248 et la première messe dite en 1252. L’église est en très mauvais état après le siège de Sisteron par Sommerive, mais le service reprend en 1581, avant que l’église soit complètement réparée en 1684. Un bas-côté de deux travées est ajouté à la fin XVIIe siècle. D’importantes réparations ont eu lieu dans les années 1960>.
L’église, monument classé, est l’une des plus grandes églises gothiques du département, construite au XIIIe siècle : elle mesurait 15,5 m de large pour 45 ou 47 m de long. La nef, longue de 36 m et placée entre deux bas-côtés, débouchait dans le chœur long de 11 m. Actuellement, seuls subsistent le chœur, la dernière travée de la nef, deux travées du bas-côté nord, la façade occidentale et une partie des murs, ainsi que le clocher, de style roman.

Vestiges du couvent des dominicains.
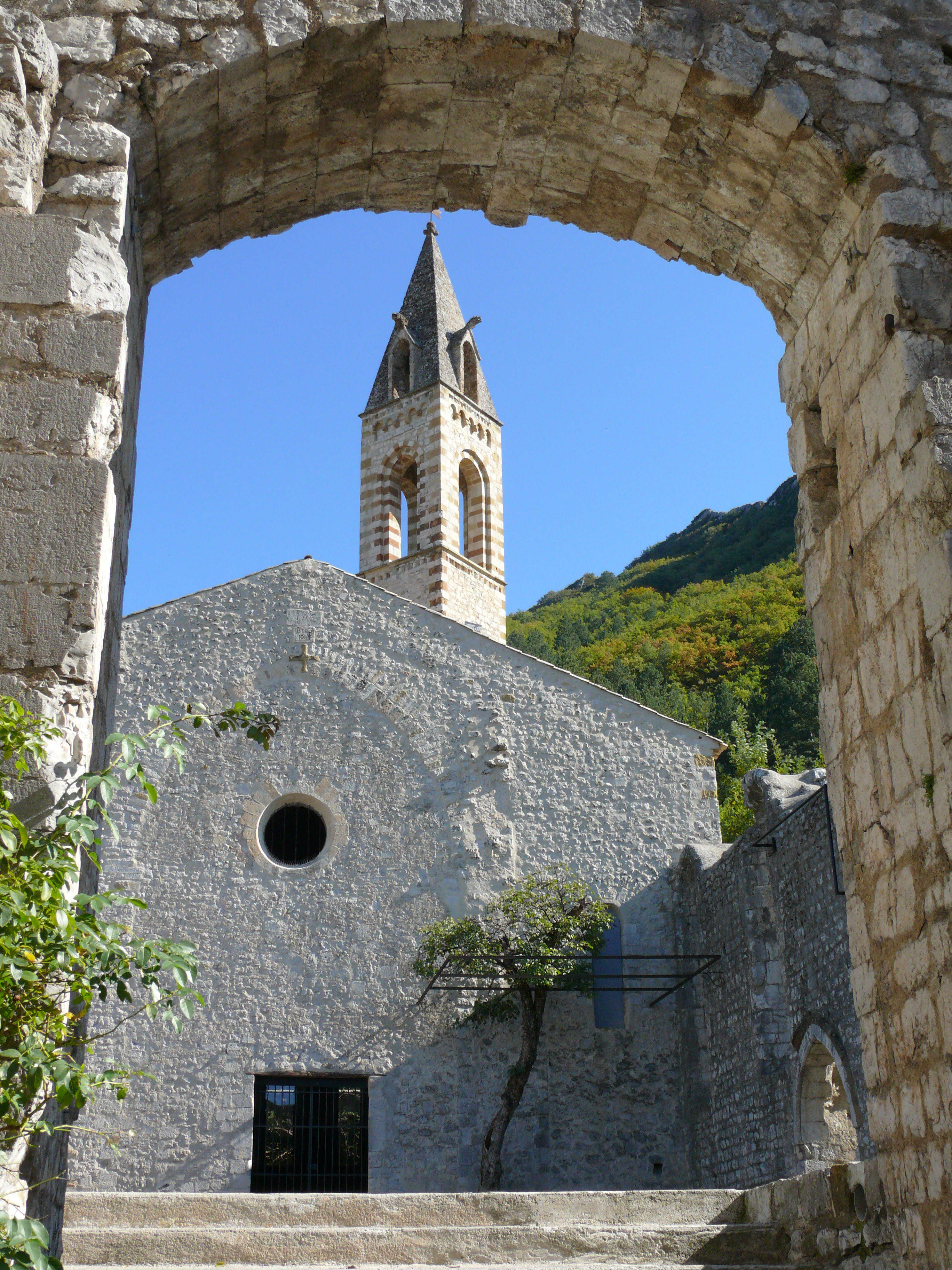
Façade et clocher.
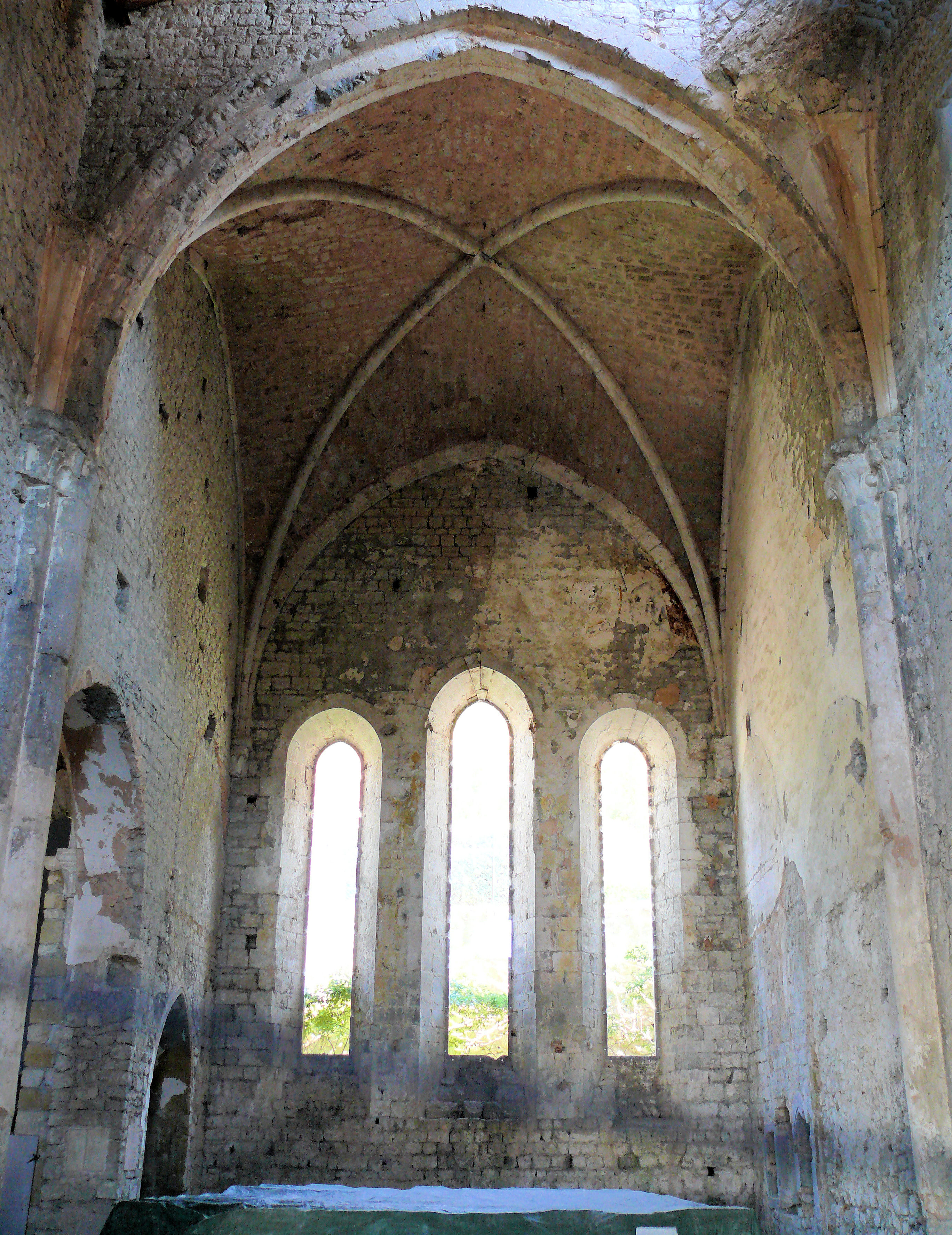
Chœur de l'église.
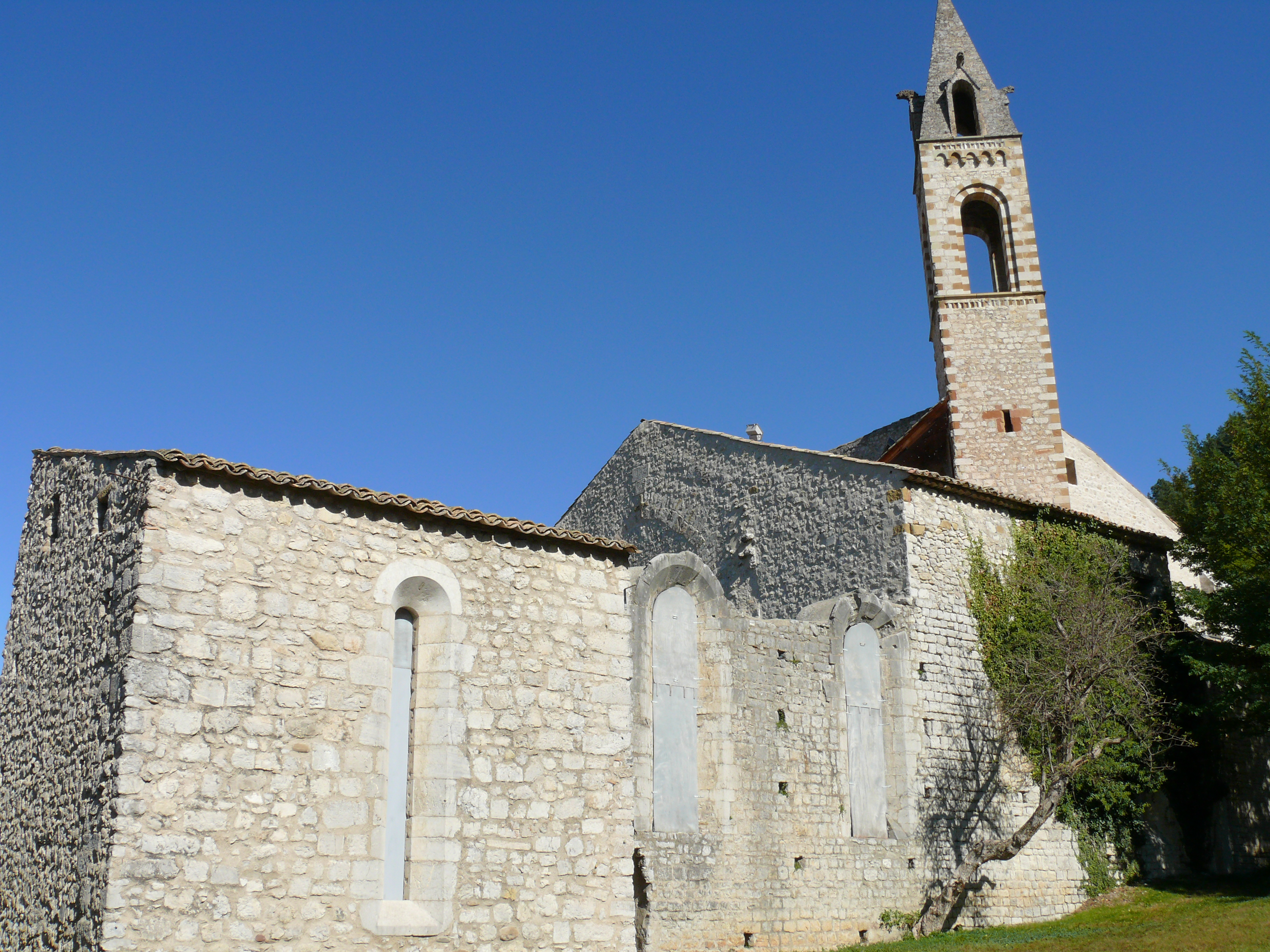
Mur gouttereau et clocher.
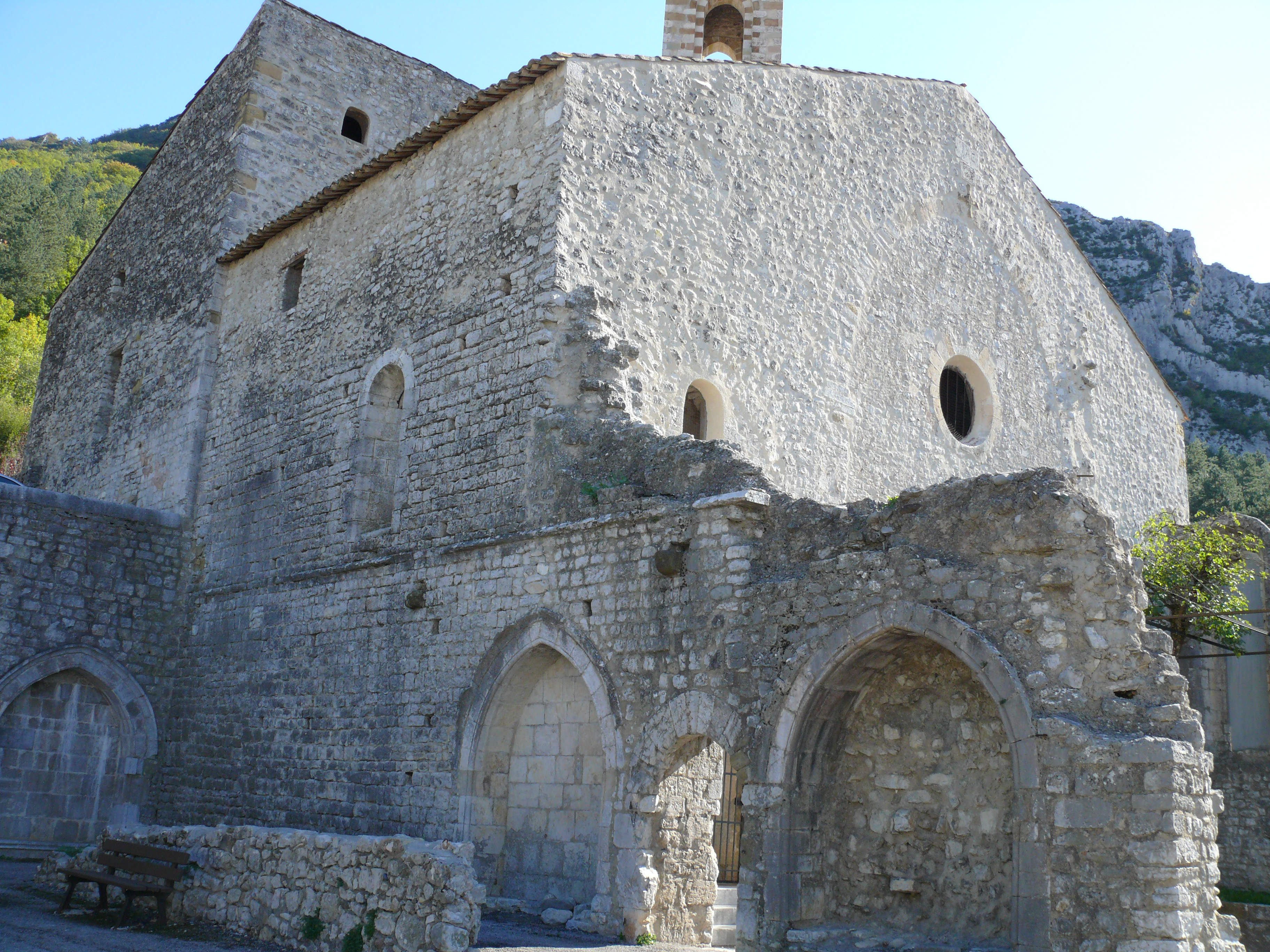
Enfeus dans l'ancien cloître.

### Musées
Un musée archéologique a été fondé en 1949. Le musée Terre et temps possède une collection de cadrans solaires de poche, dont certains appartenaient à des bergers.
Un musée associatif de l’école d’autrefois est installé dans une ancienne école.

### Sisteron dans les arts

#### Peinture
Le peintre anglais William Turner passe à Sisteron en 1836 et prend la ville pour sujet à l’occasion de son unique passage dans les Alpes du Sud. Il réalise plusieurs dessins et aquarelles, dont celle acquise par Jan Krugier en 2013 Sisteron du nord-ouest, avec un soleil bas.
En 1902, le peintre Paul Signac, séjournant à Saint-Tropez, visite l'arrière pays. Il passe à Sisteron et dessine la clue de la Durance, il s'en inspire plus tard en réalisant un tableau pointilliste. Il peint aussi en 1930 une aquarelle du même paysage, tableau visible au Musée de l'Annonciade.
Trois œuvres du peintre et sculpteur Alfredo Lombardo, qui déchire le métal pour faire vivre ses œuvres, et qui a participé à de nombreuses expositions au côté de César Baldaccini, Jean Amado, Charles Floutard et bien d'autres, sont exposées dans la ville :
- un coq en bronze de 1,50 ml nommé Chante-clerc (acquisition de la ville) ;
- une seconde nommée Équilibre d'une hauteur de 3 m environ (acquisition de la ville) ;
- et une troisième nommée Projection dans l'espace d'une hauteur de près de 5 mètres (acquisition de la ville).

Sa galerie atelier personnel est située à Sisteron est ouverte aux artistes de la région et aux artistes internationaux.

#### Cinéma
Sisteron a été l'un des deux lieux de tournage, avec le village voisin Mison, du film La Maison des bories, réalisé par Jacques Doniol-Valcroze en 1970.
On retrouve également la ville comme lieu de tournage principal de la série Les 7 vies de Léa écrite par Charlotte Sanson et sortie en 2022.

#### Jeux vidéo
Sisteron est une des villes représentées dans le jeu de course Forza Horizon 2.

### Personnalités liées à la ville

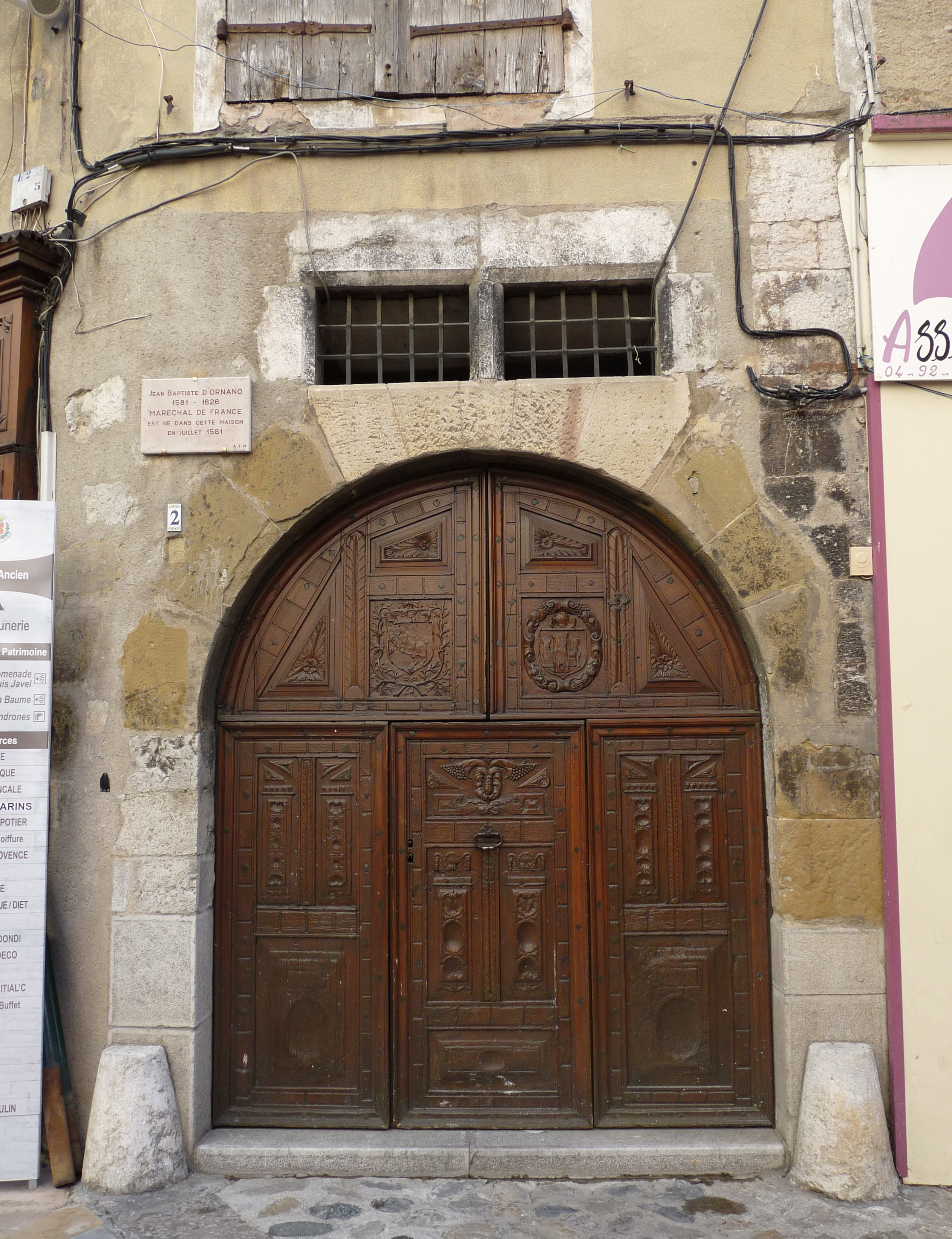
Maison natale de Jean-Baptiste d'Ornano.

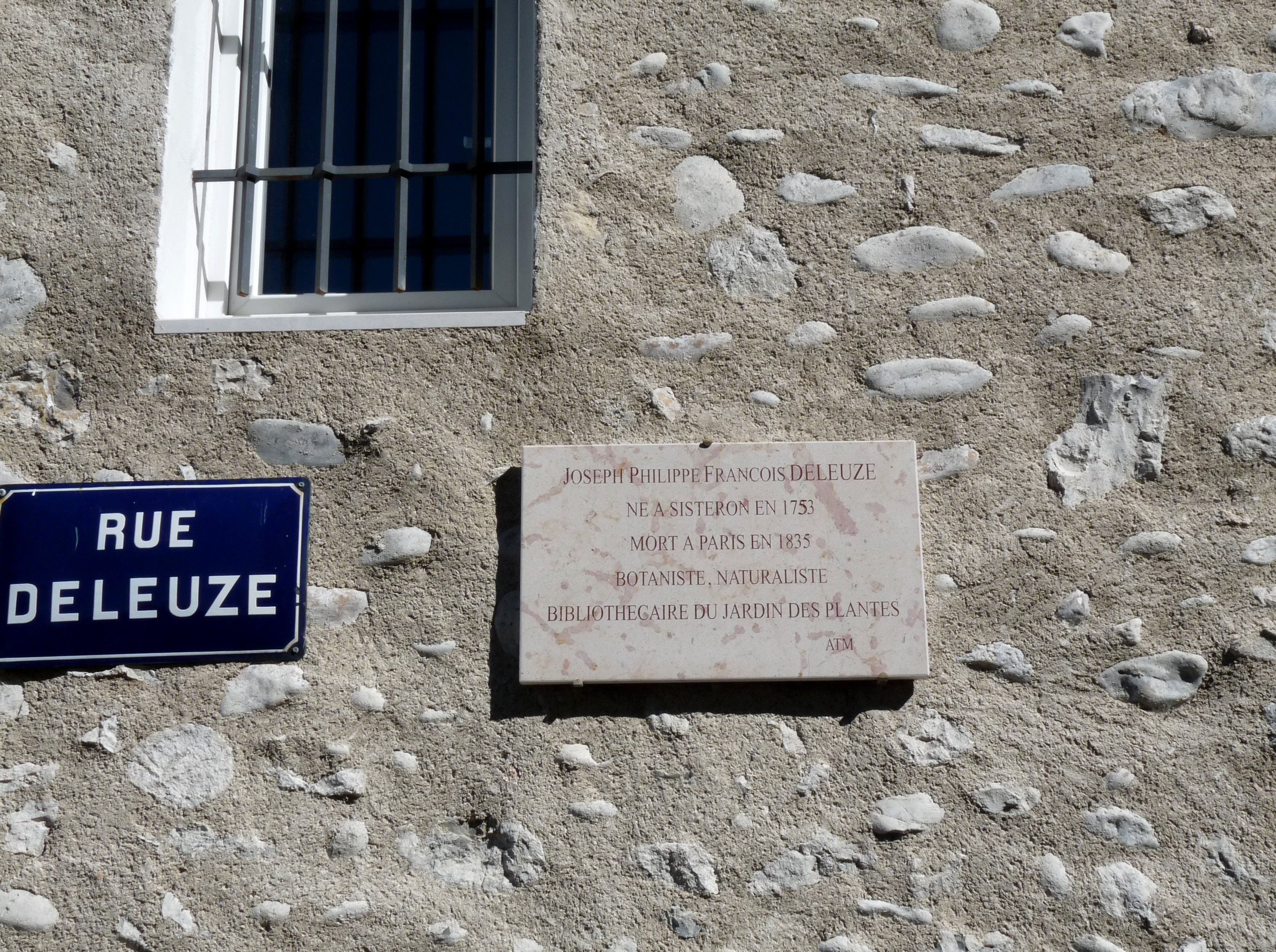
Plaque de Joseph Philippe François Deleuze.

#### Artistes
- Albertet de Sisteron (1194-1221), troubadour natif de Gap et mort à Sisteron.
- Émile Roux-Parassac, né à Sisteron le 23 avril 1874 et décédé à Bagneux (Hauts-de-Seine), le 6 août 1940, écrivain, poète, romancier, auteur de pièces de théâtre. Surnommé le barde alpin.
- Louis-Antoine Jullien (1812-1860), chef d'orchestre et compositeur de musique dont les tournées eurent un succès mondial.
- Paul Arène (1843-1896), poète et écrivain provençal, auteur de Jean des Figues et de La Chèvre d'or est né à Sisteron et mort à Antibes. Il repose au cimetière de Sisteron, dans le tombeau familial, entre un amandier et un olivier.
- Nemra, né à Sisteron en 1981, dessinateur et scénariste de bande dessinée.
- Alfredo Lombardo, artiste sculpteur métal et peintre tient son atelier d'art au cœur de la ville.

#### Militaires, politiques
- Jean-Baptiste d'Ornano (1581-1626), maréchal de France, gouverneur de Gaston d'Orléans (frère de Louis XIII).
- Jean Charles François de Burle (1746-1823), député aux états généraux de 1789.
- Joseph Latil (1752-1817), député aux états généraux de 1789.
- Claude Louis Réguis (1755-1832), de multiples fois député de 1792 à 1815.
- Jean Antoine Pierre Mévolhon (1757-1836), député aux états généraux de 1789.
- François Henri Plauche, (1759 - 1835), né et décédé à Sisteron, homme politique.
- Joseph François Mieulle (1769-1849), député au Conseil des Cinq-Cents, puis de 1820 à 1827.
- Joseph Breissand (2 avril 1770 - Sisteron † 2 décembre 1813, à la suite de ses blessures reçues à Dantzig), militaire français des XVIIIe et XIXe siècles.
- Ludovic Robert (1857-1900), né à Sisteron, député en 1898.
- Félix Bontoux (1846-1906), né à Sisteron, député en 1881.
- Hippolyte Suquet (1841-1909), né à Sisteron, député en 1885.
- Xavier Louis Réguis (1790-1882), né à Sisteron, député sous le Second Empire.
- François Henri Plauche (1755-), né à Sisteron, député des Cent-Jours.
- Fortuné Leydet (1780-1854), né à Sisteron, député de 1827 à 1851.
- Melchior Bézave de Mazières (1762-1836), né à Sisteron, député du Cher sous le Premier Empire.

#### Scientifiques
- Joseph Philippe François Deleuze (1753-1835), naturaliste, créateur du Muséum royal de Paris.
- Jean Aimé Édouard de Laplane (1774-1870), membre de l'Institut et de plusieurs Sociétés savantes françaises et étrangères, écrivit plusieurs ouvrages sur la société et l'époque, ainsi que l’Histoire de Sisteron, de l’époque romaine à la Révolution.
- Gustave Tardieu (1851-1932), pharmacien, physicien, géologue, archéologue et historiographe local, se passionna pour l'étude géologique, géographique et historique de la région sur laquelle il écrivit plusieurs ouvrages.

#### Autres
- Jules Carron (Carron ou Garron) est le millionième prisonnier de la Seconde Guerre mondiale libéré.
- Personnes mortes en déportation :
  - Chaix (Robert, Maurice, Adrien),
  - Gervais (Émile, Hubert, Casini).

### Héraldique
| Blason de Sisteron | Blason  | De gueules à un grand S couronné accompagné de deux fleurs de lis posées une à chaque flanc et en pointe de deux annelets tous d'or. |
| Blason de Sisteron | Détails | Le statut officiel du blason reste à déterminer.                                                                                     |